# Batalla de Alepo (2012-2016)
La batalla de Alepo (en árabe: معركة حلب) fue una confrontación militar en Alepo, la ciudad más grande de Siria, donde se enfrentaron las Fuerzas Armadas de Siria, apoyadas por Hezbolá, militantes chiíes y Rusia, contra distintos grupos rebeldes e islamistas (Ejército Libre de Siria, al Frente Islámico, al Ejército de la Conquista o al antiguo Frente Al Nusra). Como tercera fuerza se encontraba la facción kurda que, aunque no era aliada del gobierno, colaboraba contra los rebeldes, las SDF abandonaron Alepo en marzo de 2018, para ayudar en la defensa de Afrín. La batalla finalizó con la victoria del gobierno sirio y sus aliados sobre los grupos rebeldes y sus aliados.
La escala, posición estratégica de la ciudad e importancia de la batalla en el conflicto sirio llevaron a los combatientes y medios de comunicación a denominarla en ocasiones como «madre de todas las batallas» o el «Stalingrado sirio». La ofensiva contra la ciudad se inició el 19 de julio de 2012, día que también se inició la batalla, en paralelo con otras ofensivas rebeldes contra Damasco y las fronteras sirias. Los distintos grupos rebeldes tomaron el control de la ciudad, a lo que el gobierno respondió con distintas ofensivas que se materializaron en avances y contra avances del frente, hasta que en 2014 el gobierno inició el cerco de la ciudad y una guerra de desgaste que logró en 2016 cortar las rutas de suministro y sitiar la ciudad. De esta forma, en julio de 2016 el gobierno había recuperado gran parte de la ciudad y se estimaba que en la zona gubernamental habitaban 1,5 millones de personas contra las 300 000 personas residentes en Alepo oriental, la zona controlada por los yihadistas, a la larga siendo un valor menor al diez por ciento de esa cifra. El 6 de octubre de 2016, el presidente sirio Bashar al-Ásad ofreció una amnistía a los combatientes de la ciudad y evacuarlos a ellos y a sus familias a zonas seguras, sin embargo, una mayoría de rebeldes rechazaron la propuesta. El enviado de la ONU en Siria, Staffam de Mistura, se ofreció personalmente para acompañar a los rebeldes en su retirada, al tiempo que los acusó de tener como rehén a la población civil. La batalla terminó a finales de diciembre de 2016, tras la rendición de la guarnición rebelde en la zona sur de la ciudad y su posterior traslado a Idlib, la cual se dio con numerosos inconvenientes y altercados.
Tanto el bando rebelde como el gubernamental fueron acusados de ataques mortales contra civiles, infraestructura civil, hospitales, escuelas o equipos de rescate. A finales de septiembre de 2016, Rusia y Siria lanzaron un gran bombardeo sobre la ciudad «que no tenía precedentes en los cinco años anteriores de guerra». Además, las fuerzas rusas y sirias fueron acusadas, por los medios de comunicación de los países occidentales que apoyaban al bando rebelde, de que sus ataques aéreos están dirigidos contra equipos de rescate y personal de emergencias de los hospitales y otras estructuras civiles. A finales de octubre del mismo año, Rusia y Siria abrieron corredores para permitir escapar a la población civil residente en los barrios en conflicto y como respuesta las fuerzas rebeldes comenzaron el bombardeo de estas áreas, impidiendo la huida de los civiles. La batalla también ha causado una catástrofe cultural, ya que una parte importante de la ciudad vieja de Alepo, patrimonio de la humanidad de la UNESCO, ha sido destruida.
El 27 de noviembre de 2024 hubo una nueva ofensiva rebelde contra el régimen de Al-Asad, que provocó una batalla en Alepo.

## Antecedentes
Alepo era la ciudad más poblada de Siria y considerada la capital económica del país y conocida por su tradición artesanal y comercial. La población estaba dividida entre árabes suníes (65 %), kurdos (20 %), cristianos (10 %) y alauíes (5 %).
El levantamiento contra el gobierno de Bashar al-Asad comenzó el 15 de marzo de 2011, con manifestaciones por todo el país. Las dos ciudades más grandes del país, Damasco y Alepo, se mantuvieron al margen de la revuelta popular. En contraste, en ambas ciudades se celebraron manifestaciones con decenas de miles de personas a favor del gobierno de Asad. A medida que el ejército asediaba pueblos y ciudades insurgentes, la protesta evolucionó en una rebelión armada. Las fuerzas de la oposición, compuestas en un principio por militares desertores y voluntarios civiles, se enfrentaron con las fuerzas de seguridad a lo largo del país.
Los enfrentamientos en la Gobernación de Alepo empezaron el 10 de febrero de 2012. Durante los siguientes cinco meses, tras varias batallas, los rebeldes se apoderaron de grandes zonas rurales de la gobernación, mientras que la capital provincial, la ciudad de Alepo, permanecía firmemente bajo control gubernamental. Fue entonces cuando la ciudad empezó a movilizarse, sobre todo su Universidad. Tras el atentado suicida que mató a varias personas cercanas a Asad, las fuerzas gubernamentales y de oposición aumentaron sus operaciones por el control de ambas ciudades. Finalmente, el 19 de julio, las fuerzas rebeldes atacaron la ciudad y la batalla empezó.

## Desarrollo
La «ofensiva de liberación» contra Alepo, proclamada en un vídeo de Youtube por Abdel Jabar al Okaidi, comandante del consejo militar del ELS, se inició el viernes y los combates continuaron por todo el fin de semana.
Según el Observatorio Sirio de Derechos Humanos "Los enfrentamientos siguen desde el viernes en la mañana entre las fuerzas regulares y unidades rebeldes en el barrio de Salahedin". Por su parte, los Comités Locales de Coordinación (LCC, oposición) señalaron "un éxodo de los habitantes del barrio por temor a los bombardeos del régimen y a una ofensiva"
Este barrio fue tomado el mismo viernes mientras que el lunes seguían los combates en los barrios de Sahur y Hanano.

### 2012: Ataque rebelde y captura de Alepo oriental

#### Represión y bombardeos
El 24 de julio, el Consejo Nacional Sirio denunció la muerte de 8 reclusos tras un motín en la cárcel, esta habría sido incendiada y atacada con gases lacrimógenos.
Grupos opositores denunciaron la ciudad estaba siendo bombardeada por helicópteros, sobre todo los barrios de Sheif al Daula, Al Kalasa y Bab Road.  [2] También proseguían los combates con especial intensidad en las zonas de Soukkari y Salahedin. Además, según militantes opositores, la ofensiva de la rebelión por tomar el centro había llegado a las puertas de la ciudad vieja.
Varios expertos especularon que los rebeldes querrían recrear en Alepo un "nuevo Bengasi", una ciudad desde donde coordinar los ataques y la resistencia contra el gobierno.

#### Hegemonía rebelde
El 25 de julio, el comandante en jefe del ELS en Alepo, coronel Abdulyabar Akidi, aseguró que, aproximadamente, la mitad de la ciudad estaba bajo su control. Esto incluía los barrios como Al Sukari, Al Sajur, Salahedin y Tariq al Bab, que fueron intensamente bombardeados durante el 26 de julio.
Además, informó de que los rebeldes controlaban a todas las comisarías de la policía ubicadas en los barrios bajo su mando y que habían tomado un centro logístico utilizado por el Ejército gubernamental para almacenar alimentos. Respecto a los combates, el coronel especificó que el gobierno había empleado artillería, helicópteros de combate y cazas MiG-21 para intentar, sin éxito, recuperar los barrios bajo control rebelde.

#### En vísperas de la batalla decisiva
El portavoz del ELS aseguró a la AFP que: "[Un] Gran número de fuerzas están siendo enviadas de Jabal Al Zawiya (provincia de Idlib, noroeste) a Alepo, más estratégicamente importante" añadiendo que los combates proseguían y la moral de las fuerzas gubernamentales estaba "por los suelos".
Medios locales informaron que "cientos de rebeldes procedentes de todo el norte de Siria estaban llegando a Alepo " reportando también que varios barrios periféricos seguían en manos rebeldes y en la ciudad se escuchaban bombardeos y tiros de armas automáticas.
El presidente del OSDH aseguró que “en las últimas 48 horas han estado llegando refuerzos del ejército sirio por la ruta internacional Damasco-Alepo. El martes los rebeldes atacaron un convoy militar en esta ruta entre Maaret el Nooman y Jan Cheijun (al sur de Alepo) para retrasar la llegada de estos refuerzos”. Agregó que “los rebeldes están enviando numerosos combatientes a Alepo, ya que para ellos, Alepo es igual de importante que lo era Bengasi para los opositores libios de Muamar Gadafi. Alepo es la capital del norte y las regiones septentrionales están bajo el control de los insurgentes, así que si esta ciudad cae es el fin del régimen, los dos adversarios lo saben”, añadió Abdel Rahman.
No fueron pocos los medios de comunicación que catalogaron la batalla como la más decisiva del conflicto.
El Ejército sirio anunció gran ofensiva para retomar la ciudad que se lanzaría el 27 o 28 de julio.
Las fuerzas oficiales ya habían estado previamente movilizando tropas y tanques provenientes de las provincias de Hama e Idlib y de los enclaves fronterizos entre Siria y Turquía.
Mientras, los rebeldes se centraron en abastecerse de medicamentos, reforzar sus reservas de munición y armamento y aumentar la cantidad de combatientes para resistir a la ofensiva.
El viernes 27 de julio varios barrios opositores fueron ametrallados por helicópteros leales al régimen, según el OSDH los ataques se concentraron en los barrios de Salahedin, Azamiye, Bustan el Kasr, Mashad y Sukari. En Jamiliyé, Mahatat Bagdad y alrededor de la plaza Saadala al Jabiri se registraban combates entre las fuerzas del ELS y las tropas regulares. Ante el ataque de helicópteros numerosos habitantes de la ciudad se dispusieron a huir.
Una fuente de seguridad aseguró a la Agence France Presse que «las fuerzas especiales se desplegaron por el flanco oriental de la ciudad y otras tropas llegaron para una ofensiva generalizada, el viernes o el sábado».
También declaró que entre 1500 y 2000 rebeldes llegaron a la ciudad para apoyar la resistencia detallando que los insurgentes tenían en su poder los barrios periféricos del sur y del este y las rutas que llevan al aeropuerto.
Del mismo modo el ELS informó de la llegada a la ciudad de cerca de 100 tanques y numerosos vehículos militares del ejército leal.
Mientras, los civiles opositores se reunieron bajo el lema la "Sublevación de las dos capitales (Damasco y Alepo), la guerra de liberación continúa".
Las familias de las áreas rebeldes se desplazaron a las escuelas y la Universidad de la ciudad para refugiarse de la inminente ofensiva del Ejército sirio.

#### Primera ofensiva del Ejército Sirio
Finalmente, a las 04:00 del día 28 fue lanzada ofensiva del ejército regular apoyados por aviones y helicópteros, encontrando gran resistencia rebelde. Militantes opositores explicaron que desde primera hora el gobierno movilizó sus tropas y más de 30 tanques centrando sus ataques en Salahedin, y que pese a los bombardeos el ELS resistió la ofensiva, llegando a destruir seis tanques.
Además, el Observatorio Sirio de Derechos Humanos informó de «violentos enfrentamientos en la entrada del distrito de Sakhour».
Los rebeldes aseguraron que habían detenido la ofensiva contra Salahadine y que hicieron retroceder al ejército hasta Hamadaniye (hacia el oeste), sin embargo, al caer la noche aún proseguían los bombardeos y los disparos de la artillería.
El domingo se reanudaron los combates, y al igual que en jornadas anteriores, el ejército leal atacó el barrio de Salahedine, apoyados por tanques y helicópteros, aunque sin lograr hacer retroceder a las fuerzas rebeldes. El OSDH también reportó violentos combates en Bab al Jadid, Zahraa y Arkuba, además advirtió de posibles bombardeos por parte de la fuerza aérea asegurando que "Se escucharon explosiones cuando la aviación sobrevolaba la ciudad".
Un corresponsal de la BBC en Alepo aseguró que los civiles que permanecieron en la ciudad sufren de cortes de electricidad y falta de alimentos.
En tanto el líder del Consejo Nacional Sirio, Abdulbaset Sieda, solicitó ayuda a la comunidad internacional para armar a los rebeldes e instó a los "hermanos y amigos árabes a apoyar al Ejército Libre Sirio". El canciller sirio, Walid Mualle, aseguró en una conferencia de prensa que los rebeldes serían "definitivamente vencidos" en Alepo, pese la exitosa resistencia ofrecida por las fuerzas insurgentes. En contraste el jefe rebelde en la ciudad, el coronel Abdul Jabbar al Okaidi, prometió que Alepo sería la "tumba del ejército sirio", descartando de plano una retirada estratégica del ELS, además de solicitar a occidente una zona de exclusión aérea para evitar "una masacre" del gobierno.
El lunes 30 la ofensiva continuaba, con las tropas pro-gubernamentales bombardeando las posiciones rebeldes, especialmente Al Sukkari y Salahedine. En esta última también había combates terrestres al igual que en Al Issa y Athamiya. Sin embargo, las informaciones sobre el avance del ejército eran contradictorias. "Salahedine ha sido reconquistado por completo", aseguró la televisión estatal siria citando a un militar de alto rango, lo que fue negado rotundamente por la oposición: "La afirmación carece de todo fundamento", dijo el comandante rebelde Abu Omar al Halebi. Según su versión los rebeldes rechazaron nuevamente la ofensiva del ejército regular.
Al Halebi añadió que los rebeldes lograron capturar un importante puesto de control en el distrito de Anadan, al noroeste de la ciudad, después de 10 horas de combates. "Este paso abre un corredor para nosotros para transferir armas y equipo médico entre Alepo y la frontera turca", dijo. Del mismo modo, las tropas rebeldes tomaron una base militar en el barrio de Hryatan.
Los rebeldes kurdos entraron en acción en Alepo tomando 2 barrios en el norte de la ciudad, lo que fue confirmado por soldados rebeldes quienes aseguraron que: "No trabajamos juntos, pero tampoco luchamos entre nosotros".
Según datos de la Cruz Roja y la Media Luna Roja más de 200 000 personas habrían huido de Alepo tras el inicio de los combates. Además la ONU pidió a Assad que permita la entrada de ayuda humanitaria: «No sabemos cuánta gente se ha quedado atrapada por los combates».
El 31 de julio, seguían llegando informaciones contradictorias, mientras el gobierno sirio aseguraba haber matado a 400 rebeldes y haber capturado otros 150 el ELS aseguraba haber perdido tan solo 6 hombres.
El mismo día las tropas opositoras asaltaron las comisarías de Bab al-Nayrab, Salahedine y Hanano además de la sede del partido gubernamental Baaz y el hospital militar en el centro. La cúpula del consejo militar de Alepo reportó que 60 soldados del gobierno habían muerto en uno de los ataques, y el Observatorio Sirio de los Derechos Humanos habló también de la muerte de 40 oficiales de policía.
Mientras, las tropas leales bombardearon varios barrios, incluido el de Salahedine, que permanecía en manos rebeldes. En este mismo barrio, los insurgentes filmaron vídeos que mostraban la presunta llegada de refuerzos rebeldes a la zona. Así mismo el comandante rebelde Abu Omar al Halabi aseguró que los rebeldes ahora controlaban el 60 % de la ciudad.

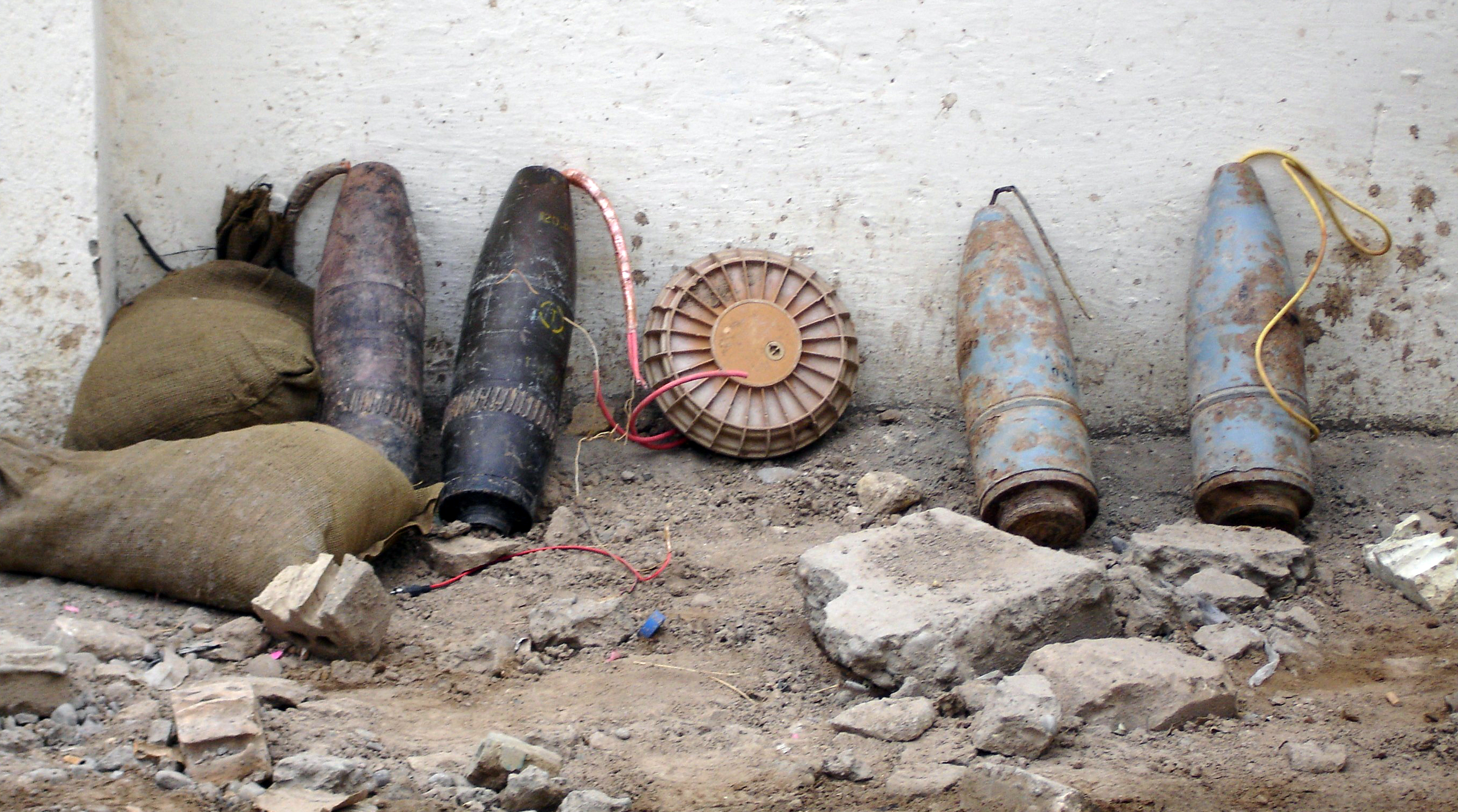
Explosivos improvisados como estos fueron usados por los rebeldes para atacar a los tanques del Ejército

El 1 de agosto se publicó un vídeo, supuestamente filmado en Alepo, en el que los rebeldes ejecutaban a cuatro shabihas del clan Al Berri —entre ellos su líder, Hassan Berri Bin Zino— en venganza por su participación en la represión de manifestaciones. El acto fue condenado por el propio Consejo Nacional Sirio y por otras organizaciones como Human Rights Watch. Las fuerzas opositoras también habrían capturado con vida a otros muchos shabihas y trasladándolos a las escuelas locales para mantenerlos como prisioneros en las aulas.
Mientras, en el campo de batalla, los insurgentes empezaron a recurrir cada vez más a técnicas de guerrilla similares a las de la insurgencia iraquí para derrotar a las fuerzas del ejército regular. En concreto, el ELS comenzó a utilizar artefactos explosivos improvisados para atacar a los tanques.
Después de la toma de varias comisarías el día anterior, los rebeldes tomaron como objetivo las sucursales de los servicios de inteligencia. Mustafa al-Sheikh, jefe del consejo militar del ELS, dijo que el 70 % de la ciudad estaba en manos de la rebelión, controlando los barrios de Salahedine, Mashhad, Sakhur, Al-Safour, Masaken Hamama, Fardous, Salheen, Al-Murja y Kallaseh. Sin embargo, los combates no cesaban, según palabras de Abdul Jabbar al Okaidi, "El régimen ha tratado de recuperar Salahedine por tres días, pero sus intentos han fallado y ha sufrido fuertes pérdidas en vidas humanas, armas y tanques, y se ha visto forzado a retirarse"; Según periodistas ningún bando controla completamente Salahedine, el barrio parecía un "pueblo fantasma" producto de las bombas que cayeron durante todo el día. "Rebeldes disparaban ametralladoras y fusiles de asalto en las esquinas contra enemigos invisibles. Civiles y combatientes heridos eran trasladados a lugares improvisados para su atención" eran parte del desolador panorama.
Paralelamente, los observadores de la UNSMIS se deplazaron a Alepo y confirmaron el uso de aviones de combate por parte del gobierno y de tanques y armamento pesado por los rebeldes. Estos últimos además podrían tener misiles para derrotar a la aviación pro-gubernamental.
El ejército sirio aseguró haber matado a varios líderes rebeldes, entre los que destacaría Ahmad Haj Qasem bin Abdulrahman,
aunque no fue confirmado ni desmentido por los grupos opositores.
Según el comandante Abdul Jabbar al Okaidi del Ejército Libre sirio, el ejército sirio controlaba entre el 40 % y el 50 % de los barrios de Alepo. En lo que respecta a los otros barrios, el ejército libre sirio los controlaba solo parcialmente.
El 2 de agosto, el portavoz de la Brigada Tahwid, Bashir al-Haji, dijo que la ejecución del día anterior de 4 miembros del clan al-Berri era un acto de represalia por el asesinato de 15 rebeldes. Además, informó que habían matado a otros 20 más y capturado a 50.
Los rebeldes atacaron el aeropuerto militar de Menagh, debido a que estaba siendo utilizado como base para helicópteros militares y aviones de guerra de la Armada Siria. En la campaña, los rebeldes utilizaron por primera vez tanques capturados a las fuerzas leales.
Abu Abdullah Al-Halbi, portavoz del Consejo Militar rebelde de Alepo, dijo que las fuerzas del Gobierno usaron aviones Mikoyan-Gurevich MiG-21 y artillería pesada para bombardear los distros del noreste de la ciudad (Hanano, Sakhur y Hamadaniyah).Otros baluartes rebeldes en el sureste también estuvieron expuestos a intensos bombardeos, incluidos Salahaddine, Hamadaniyah, Al-Sukari y Bustan al-Qaser.
Ante el fracaso por recuperar la ciudad, los rebeldes afirmaron que el gobierno sirio envió refuerzos: "Decenas de camiones cargados con tropas y apoyados por más de 100 tanques se han posicionado alrededor de Alepo", dijo el comandante rebelde Abu Omar al Halabi, del ELS.
El 3 de agosto, el Ejército Libre Sirio condenó la ejecución de miembros del clan Al Berri cometida a manos de los opositores. Además, se hizo público un vídeo en el que los rebeldes interrogaban a los líderes del clan antes de ejecutarlos.
En tanto el Observatorio Sirio de Derechos Humanos informó de protestas en los barrios de Shaar, Saif el Dawla, al Furkan y el Nuevo Alepo, ubicados en el oeste de la ciudad, y también en Al Sukari, Bustane al Kasr y al Firdus, en el sur. La AFP confirmó que los centenares de manifestantes gritaban consignas como: "queremos ejecutar a Bashar", "queremos libertad y paz".
Un manifestante aseguró que "Hoy podemos salir a las calles. Antes, había shabeehas". "Llevamos 20 años apoyando al ejército (...), pero en realidad este ejército está en contra de nosotros", añadió.
El sábado 4 de agosto, las tropas del gobierno sirio se enfrentaron con los rebeldes alrededor de las estaciones de televisión y radio de Alepo. Del mismo modo, hubo choques en el noreste de la ciudad, donde los opositores intentaron tomar distintas vías que conectan con el centro de la ciudad. También los soldados gubernamentales intentaron avanzar hacia el bastión insurgente de Salahedine, siendo nuevamente rechazados. De igual forma, las tropas regulares comenzaron a cambiar su estrategia, evitando la confrontación directa con las fuerzas rebeldes. El segundo al mando del ELS, Malek Kurdi, explicó a la agencia EFE que las fuerzas leales bombardean “de forma indiscriminada” la mayoría de los barrios de Alepo, “Las tropas del Ejército ya no se enfrentan directamente al ELS, sino que bombardean la ciudad con helicópteros, tanques y artillería pesada”, pese a lo cual, señaló, no han conseguido doblegar todavía a los alzados. Según el OSDH los sectores más afectados son Salahedine, Hananu y Al Firdus.
Un responsable de seguridad de la región declaró que los bombardeos solo eran los preparativos de una gran y cruenta batalla
El responsable aseguró que al menos 20 000 militares han sido enviados como refuerzo a Alepo, afirmando también que los rebeldes también se estaban reforzando. El domingo los bombardeos continuaban con gran intensidad en Salahedine y Sakour, sin embargo, los insurgentes insistieron en que el ejército no lograba avanzar.

#### Segunda ofensiva: repliegue rebelde
El lunes 6 de agosto, las tropas leales siguieron con su estrategia de bombardeos, estos tenían como objetivos el Palacio de Justicia (en el centro) y los barrios de Chaar y de Marjé (en el este). También se informó de la muerte de un dirigente rebelde en medio de los enfrentamientos en Salahedine y de un civil en Bab-al-Nairab (centro). A su vez prensa oficial señaló que los rebeldes estaban lejos de controlar la urbe, un civil anónimo aseguró que
los opositores cuentan con muy poco apoyo popular, pero que aun así están "como hormigas por todos lados" en contraste por lo señalado por diversos medios internacionales y comentó que hace dos días en el barrio de Attourgy, pobladores se enfrentaron a miembros ELS obligándoles a replegarse, sufriendo represalias por parte de los alzados, una información no confirmada por fuentes independientes. Ante el creciente "deterioro de la seguridad" la ONU retiró a sus observadores de la ciudad advirtiendo que el conflicto está empeorando y mostrando especial preocupación por Alepo.
Al día siguiente llegaron nuevamente noticias contradictorias sobre los acontecimientos, mientras los corresponsales del diario español El País aseguraron que los rebeldes retrocedían ante la intensidad de los bombardeos leales y que el ELS estaba en «retirada táctica» el portavoz del Consejo Revolucionario de Alepo, Abu Ferasla informó Agencia EFE que los combates se extendieron hasta el centro de Alepo (específicamente a la plaza de Saad Alá y la zona de Bab Yanin), aunque confirmó los bombardeos registrados en toda la ciudad. De igual forma el OSDH afirmó que los enfrentamientos se extendieron al norteño barrio de Al Ashrafiya.
El 8 de agosto, soldados sirios atacaron los bastiones rebeldes en la ciudad, forzando a los insurgentes a retroceder en medio de feroces combates. La televisión estatal siria dijo que fuerzas del Gobierno habían entrado en Saladino), matando a la mayoría de los rebeldes que se encontraban allí, y a otras partes de la ciudad en una nueva ofensiva.
El coronel rebelde Abdul Jabbar al Okaidi confirmó los ataques, pero desmintió que el ejército tomara completamente Salahedine. Las fuerzas alzadas dijeron que recuperaron una parte del terreno perdido unas horas antes tras recibir el refuerzo de unos 700 combatientes llegados de los barrios de Sukari (sur), Bustan al Qasr (centro), Shaar y Hanano (este). Además el ELS señaló: "Lanzamos una contraofensiva y retomamos tres de las cinco calles perdidas".
El opositor Observatorio Sirio de Derechos Humanos indicó que el ejército destruyó dos escuelas utilizadas como base por los rebeldes. De acuerdo a este organismo "se trata de los más feroces combates en los alrededores de ese barrio y en ciertas calles de la zona".
El 9 de agosto, tras 22 días de combate en la ciudad entre las fuerzas armadas y el Ejército Libre Sirio, el gobierno de Bashar Al Assad informó la recuperación de 5 barrios como Asila, Bab el Nasr y Jan el Uazir que estaban en poder de grupos armados lo que no fue confirmado por los rebeldes. Sin embargo, estos últimos admitieron su retirada del barrio de Salahedine: "Hemos realizado un repliegue táctico de Salahedine. Ya no hay allí combatientes rebeldes, a causa de un bombardeo descomunal, y las fuerzas leales entraron en el barrio", dijo Husam Abu Mohamad, comandante de la brigada Dera Ashahba del ESL.
Otro jefe rebelde, Wasel Ayub, comandante de la brigada Nur al Haq, precisó por la noche que cinco batallones del ESL seguían presentes en el barrio. Pese a esto los líderes rebeldes insistieron en que la retirada no fue total y que la infantería del gobierno aún no avanzaba "por el temor a emboscadas". En Damasco, una fuente de seguridad afirmó que "el ejército avanza rápidamente en dirección a Seif al Dawla, pero la próxima batalla deberá ocurrir en Sukkari", más al sur.
Durante el viernes 10 el frente se mantuvo relativamente estable, las fuerzas de oposición intentaron una contraofensiva sin mucho éxito en Salahedine, donde persistían los enfrentamientos. Además los bombardeos se intensificaron en diferentes barrios de la ciudad como Bustan al Qasr, Seif al Daula o Sheij Fares llegando a alcanzar una panadería en Tariq al Bab dejando una docena de muertos según denunciaron los alzados. También el ELS informó que los rebeldes cercaron el aeropuerto, utilizado como base militar (siendo repelidos), y se enfrentaron a las fuerzas pro-gubernamentales en la cárcel central de la ciudad.
A la mañana siguiente continuaban los duros enfrentamientos en Salahedine, donde los rebeldes aseguraron haber recuperado posiciones. Los bombardeos leales también persistieron, afectando los sectores de Al Sukari, Halak, Bustan al Qasr, Seif al Daula, Al Ansari o Tariq al Bab cuya acción causó heridos y destrucción de numerosas viviendas según el OSDH.
El 13 de agosto los rebeldes aseguraron que habían derribado un avión del ejército sirio (un MiG 23), pese a que la agencia estatal SANA informó que solo se trató de un fallo técnico. También se informó que los fuerzas de oposición habían ofrecido una inusitada resistencia pese a la intensificación de la ofensiva. Sin embargo, el OSDH reportó que las tropas regulares entraron con tanques en el barrio de Seif al Dawla que estaba bajo control insurgente sin confirmar si el barrio había caído totalmente en manos leales. De igual forma, militantes afirmaron que la ofensiva gubernamental se centró en el barrio de Shamas donde el ejército habría ejecutado a una docena de jóvenes, lo que no pudo ser confirmado por fuentes independientes.

#### Contraofensiva rebelde
Durante los días siguientes continuaron los duros bombardeos. Las situaciones más críticas se vivieron en Seif al Dawla y Al Shaar, donde los civiles se esconden para sobrevivir y donde impera una grave escasez. Hacia el viernes 17, numerosos barrios fueron recuperados por el ELS, entre ellos Hananu, Al Sukari, Salahedín, Al Shaar, Seif al Daula y Al Azamiya, según militantes. Además, comandantes opositores informaron de duros combates entre "las milicias de Bashar al Asad" y los insurgentes en el barrio de Karm al Tayaran, donde denunciaron que el Ejército pro-gubernamental emplea cazas y tanques. Ante la grave crisis humanitaria el Programa Mundial de Alimentos hizo llegar en los últimos tres días raciones de comida para 40 000 personas en Alepo.
Tras un mes de combates, los rebeldes atacaron el centro de la ciudad, enfrentándose al Ejército cerca del tribunal militar y de la sede del partido gobernante Baas, según el OSDH.
Un comandante del ELS afirmó a la AFP que los rebeldes han "entrado y tomado el control" de sectores centrales, como son Al Tilal, Al Maadi y Jdaidé.
El 21 de agosto el coronel insurgente Abdul Jabbar al Okaidi aseguró que los rebeldes tenían el control del 60 % de Alepo: Controlamos en la actualidad más del 60 % de la ciudad. "Cada día controlamos más barrios" Añadió que "Cada vez que controlamos un barrio, el ejército replica con bombardeos". También hizo mención al apoyo popular que recibía las fuerzas alzadas. "El pueblo está con nosotros. ¿Cómo cree si no que hubiéramos podido aguantar durante un mes?". Sus afirmaciones fueron negadas por el gobierno sirio, un responsable de seguridad afirmó que: "No son los terroristas quienes avanzan, es el ejército que progresa lentamente. Los grupos terroristas salen de vez en cuando de los barrios que controlan para hacer incursiones en otras partes de la ciudad para afirmar que controlan una calle en algún lugar y luego vuelven rápidamente a sus refugios".
Así mismo prensa favorable al gobierno de Bashar Al-Assad informó que el ejército pro-gubernamental eliminó a un grupo de refuerzos que se dirigía a la ciudad lo que no fue confirmado por fuentes independientes. En medio de la violencia una periodista japonesa de la agencia "Japan Press" murió tras ser alcanzada por disparos del ejército regular. De igual forma otros tres reporteros, dos árabes y un turco, permanecen desaparecidos.
Durante los días siguientes, prosiguieron los bombardeos y los combates en la ciudad. El ejército sirio bombardeó al menos 10 panaderías, asesinando a cientos de civiles y cometiendo así un crimen de guerra, según denunció Human Rights Watch.
El 29 de agosto, Ahrah al Sham aseguró haber destruido al menos 10 helicópteros del gobierno que se encontraban estacionados en la base militar de Taftanaz, a medio camino entre Alepo e Idlib. Ese mismo día, el Consejo Nacional Sirio abrió su primera sede en la ciudad de Alepo para atender a las necesidades de los residentes.
El 31 de agosto, el ELS anunció una nueva ofensiva en Alepo que sería "mayor" que las anteriores. Ese mismo día, las fuerzas rebeldes atacaron complejos de seguridad y bases militares alrededor de toda la ciudad. Entre los edificios asaltados se encontraba el edificio de la Agencia de Seguridad en Alepo.
El 3 de septiembre, las tropas leales bombardearon la ciudad rebelde de Al Bab, en las proximidades de Alepo, causando una veintena de muertos, entre los que se encontraban mujeres y niños. Los ataques de las fuerzas gubernamentales también castigaron el barrio de Al Maishar, donde un bloque de viviendas quedó destrozado.
Durante los días siguientes el ejército sirio empezó usar tácticas de combate urbano apoyado por los bombardeos y unidades élite como la Guardia Republicana (que empezó a operar desde inicios de agosto), buscando además asfixiar a los insurgentes dividiendo la ciudad y bombardeando a diario las líneas de suministro del exterior de la metrópolis.
Así mismo un oficial leal afirmó que no había habido avances rebeldes y que era el ejército el que progresaba, augurando una pronta victoria. Aseguró que quedaba por conquistar las alturas de Izaa, todavía en manos de los rebeldes, y el barrio de Sukari (suroeste). La ofensiva sobre el este de la ciudad sería para más adelante. "Los rebeldes ya no avanzan y el viento sopla ahora a favor del Ejército con la reconquista de Salahedine". Esto último contradiciendo los dichos de los alzados quienes aseguraron haber recuperado Salahedine y otros barrios a principios de septiembre.
El sábado 8 de septiembre los rebeldes intentaron tomar sin éxito una base militar situada en Hanano que albergaba a la policía militar, la policía antidisturbios y un centro de reclutamiento. Tras largas horas de combate las fuerzas gubernamentales rechazaron a los rebeldes con tanques y helicópteros; Sufriendo grandes bajas ambos bandos.
Por otro lado, según el Observatorio Sirio de Derechos Humanos, los rebeldes atacaron un puesto de control del ejército en la zona industrial de Al Layramun (noroeste). Cinco asaltantes murieron y varios miembros de las fuerzas gubernamentales murieron o resultaron "heridos". Como consecuencia de los combates, un importante suministro de agua se destruyó, dejando sin agua a cientos de miles de personas.
El 12 de septiembre, los alzados, atacaron el aeropuerto de la ciudad causando 18 bajas a las tropas leales, también afirmaron que unificaron su mando para ser más eficaces. Así mismo la aviación leal bombardeo el barrio de Bustane al Basha en el norte de la ciudad. En tanto la agencia oficial Sana reportó el estallido de un coche bomba en Al Malaab al Baladi(centro) con un saldo de 32 muertos.
El 14 de septiembre las fuerzas rebeldes consiguieron avanzar al menos una calle en el céntrico barrio de Al-Midan, cuya arteria principal se abre en la plaza central de la ciudad.

#### Estancamiento del frente
El 18 de septiembre, estallaron los enfrentamientos en varios barrios donde se atrincheraron los rebeldes: Bustan al Kasr (suroeste), el sector cercano a Izaa, Sukari (sur) y sobre todo Sakur (este).
El gobierno afirmó que sus tropas controlaban el barrio estratégico de Midan (centro), luego de una semana de encarnizados combates. Esto último fue refutado por el presidente del OSDH, afirmando que el frente es variable.
También, los rebeldes confirmaron la unificación de su mando, el consejo militar anunciado días antes reunía a dos de las principales organizaciones rebeldes.
Los rebeldes se han visto obstaculizados por su división en decenas de grupos, con dispares condiciones tanto en armamento como número de miembros. Aseguran que ha habido poca estrategia coherente, y organizar un ataque mayor suele implicar negociaciones entre decenas de conjuntos independientes. Explican que "Antes de hacer este consejo, la ayuda militar solía llegar sólo a un hombre y la gente en el terreno no conseguía nada. Al formar este consejo, ahora la ayuda llega a todos y todos reciben parte de ella", dijo Abdel Aziz Salameh quien dirige la red más grande de combatientes en la provincia y es parte de la División Tawhid.
Se calcula que el nuevo consejo incluye solo a 80 % de los 8000 o 10 000 rebeldes que combaten dentro y alrededor de Alepo.
El 21 de septiembre continuaron los bombardeos en especial en los barrios de Al Ferdus, Bustan al Qasr, Al Sakur, Al Sukary y Salahedine, y los principales enfrentamientos se produjeron en los alrededores de un campamento militar de Hanano, igualmente helicópteros dispararon con ametralladoras en el de Bab al Nasr. En las afueras de la ciudad se registraron combates en el sector del aeropuerto militar de Managh, según el OSDH.
Al día siguiente los bombardeos se centraron en las zonas de Al Qateryi, Al Shear, al Sakur, al Arqu, Hanano y Al Marya y los enfrentamientos estallaron en Al Yandul.
Durante la siguiente semana la aviación pro-gubernamental centró sus ataques en el céntrico barrio de Maadi, a su vez la agencia oficial Sana afirmó que las tropas leales recuperaron Arkub, lo que fue desmentido por el portavoz del ELS, Abu Feras, quien aseguró que las fuerzas rebeldes solo emplearon "retiradas tácticas" en ciertos puntos, explicando que el ejército buscaba recuperar un cuartel capturado por las fuerzas sublevadas.

#### Nueva ofensiva rebelde
El jueves 27 de septiembre, el Ejército Libre de Siria (ELS) lanzó una ofensiva "decisiva" para tomar el control de la ciudad.
El comandante de la Brigada Al- Tahweed Bashir al-Haji explicó que la operación fue lanzada a las 18:00 (hora local) y que fue anunciada desde los minaretes de las mezquitas. La planificación del ataque llevó una semana y se planificó centrase en los barrios del sudeste. Haji aseguró que tenía 6000 hombres disponibles y otros tantos de las brigadas Fatah y Ahfad al-Fatiheen-Turcomanos. Además explicó que usarían armas confiscadas al Ejército Sirio en Masaken Hanano y en todos los barracones militares de Alepo, siendo la mayoría de origen ruso. Del mismo modo informó de que se centrarían en objetivos terrestres, intentando evitar a las fuerzas aéres.
Un segundo miembro de Al-Tahweed, Abdel Qader al Saleh, informó de que se había ordenado detener a los soldados y entregarlos vivos a lo que llamó la "Seguridad de la Revolución", y pidió a los combatientes que tomasen posiciones para lograr el mayor despliegue en Alepo.
Otro comandante rebelde, Abdel Aziz Salameh, confirmó en un vídeo de Youtube la ofensiva diciendo que "El ataque contra las fuerzas de Al Assad ha comenzado en todos los frentes y la voluntad de Dios será decisiva en Alepo".
Tras el anuncio de la operación el 27 de septiembre, cientos de insurgentes se enfrentaron a las tropas gubernamentales en distintos barrios de Alepo, como Saif al Dawla y Al Izaa, Halab al Yadida, Al Sabil y Al Hamdaniya y Midan.
Las unidades de artillería del bando leal contraatacaron bombardeando el barrio de Al Nireb, donde resultaron heridos varios palestinos en un campamento de refugiados.
El 28 de septiembre los combates continuaron y los rebeldes atacaron múltiples frentes de las fuerzas leales, incluidos barrios que hasta la fecha se habían mantenido al margen del conflicto.
El portavoz de la brigada de Al Tahwid aseguró que los rebeldes habían realizado avances en los barrios de Halab al Qadima, Al Izaa, Al Arkub y Al Sheikh Maqsoud, aunque en este último proseguían los combates. Además, informó de que en total habían muerto tres insurgentes y otros siete resultaron heridos, al tiempo que confirmó la muerte de al menos un soldado del gobierno. El vocero añadió que, mientras que su brigada se centraba en el sudeste, otros grupos pretendían controlar varios barrios ubicados en el centro de Alepo y que todavía estaban bajo el control total de las fuerzas leales. Del mismo modo, aseguró que combatientes del Partido de los Trabajadores del Kurdistán(PKK), estaban ayudando a las fuerzas leales en los combates de las últimas horas y avisó en nombre del ELS de un aviso para que dejasen las armas. Además, la mitad de Suleiman al-Halibiya fue tomada por los rebeldes. Otra brigada rebelde informó de la captura de una base militar del Ejército en Saladino y de avances en Sukari. La misma fuente aseguró que su nuevo objetivo era tomar la zona de la Gran Mezquita de Alepo.
También se registaron enfrentamientos con ametralladoras y artillería en los barrios sureños de Saif al Dawla y Al Kura al Ardiya. El Ejército Sirio, por su parte, bombardeó el barrio rebelde de Sakhur. También consiguió rodear a una brigada rebelde y rechazar los ataques de algunos batallones que nunca antes habían luchado en el frente.
Los combates fueron muy intensos durante las primeras horas del día, pero fueron aminorando por la tarde. Como resultado de los combates, un incendio se extendió por la ciudad, y el zoco medieval de la ciudad fue envuelto por las llamas. Paralelamente, en los alrededores de Alepo cientos de rebeldes se unificaron bajo una única brigada con el objetivo de combatir a las fuerzas de Assad.
El 29 de septiembre, los combates se centraron en barrios del sudeste, entre ellos el de Saladino. Además, otros enfrentamientos más encarnizados tuvieron lugar en el casco antiguo de Alepo y en la zona de Aarqub, capturada en gran parte por los rebeldes. Asimismo, se libramos duros combates en los alrededores de la Ciudadela y se extendieron hasta Bab Antakia y Bab al Nasr. Con todo ello, los rebeldes consiguieron acercarse a los barrios de Nuevo Alepo. Otra ofensiva rebelde fue lanzada contra el aeropuerto de Al-Nairab, y dos helicópteros del ejército fueron dañados.
Mientras, en las afueras de la ciudad un grupo de rebeldes se apoderó de un puesto del Ejército en la ruta que une la ciudad con la zona de al-Bab, matando en la operación a varios soldados.
Sobre el incendio que se extendió el día pasado en el zoco de la ciudad el comandante de la Brigada Tahweed dijo que "Las llamas estallaron por tiros disparados por francotiradores del ejército contra las tiendas del mercado, ya que es una construcción antigua con puertas de madera, y eso facilitó la expansión del fuego a todo el lugar. Intentamos sofocar las llamas, pero fuimos atacados con nutridas ráfagas de disparos, por lo que no hemos podido hacer nada. Ese mercado, además colinda con la Ciudadela y con las puertas de Bab al Nasr y Bab Antakia, que son importantes lugares arqueológicos de Alepo". Al preguntársele por qué las fuerzas gubernamentales habían atacado un lugar histórico, respondió que el gobierno "ha perdido el equilibrio en su lucha en Alepo, por ello disparan indiscriminadamente contra todo lo que consideran enemigo, y así han asesinado a civiles y destruyen edificios históricos".

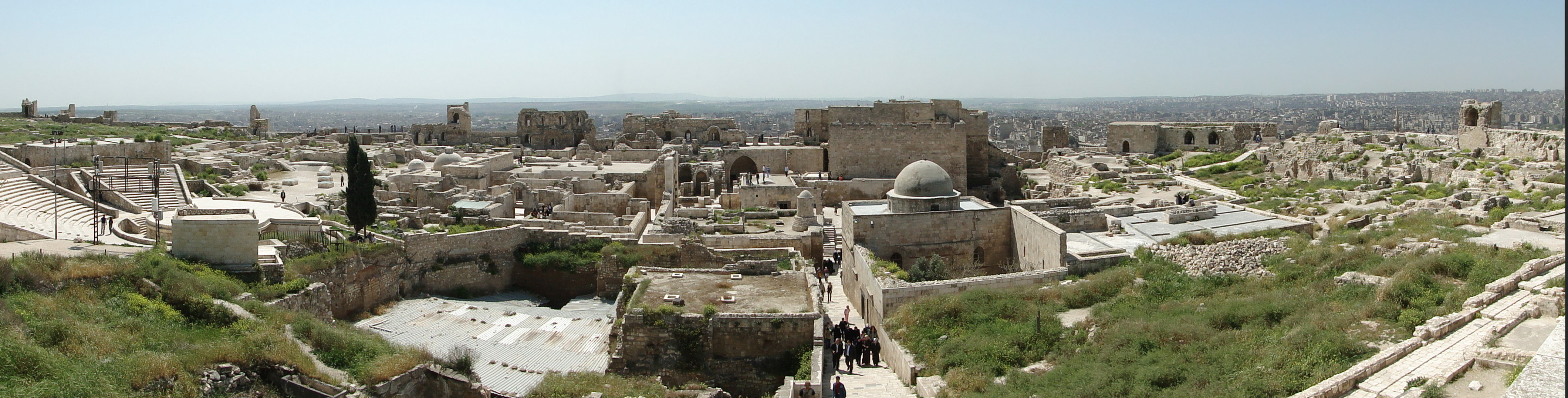
El 29 de septiembre los combates se centraron en la ciudadela de Alepo

El 30 de septiembre se registaron intensos combates en el área de la Ciudadela y en la zona de Dawar al Yandul. Según la televisión estatal, SANA, las tropas leales recuperaron el control del distrito de Al Amiriya y la mayor parte de las calles de Tal al Zarazir.
Durante los días siguientes los combates se centraron en la Ciudad Vieja, que según militantes opositores estaría en un 90 % bajo control insurgente. En la devastada zona del Zoco, se extinguieron los incendios con un saldo de 1500 locales comerciales dañados o destruidos, pero aparecieron nuevos focos en los mercados de Zahrawi, Aqaba y Bab Al Nasr.
El 2 de octubre los barrios de Bustan al Qasir, Al Klaseh, Meyasar y Hanano sufrieron violentos bombardeos, así como la ciudad periférica de Al Bab, donde se libraron combates entre soldados y rebeldes.
El presidente de Siria, Bashar Al-Assad, se trasladó presuntamente a la ciudad en un avión militar para pedir a sus tropas que "limpien" la ciudad de insurgentes y ordenando el traslado de unos 30 000 soldados de la quinta y sexta división y tanques de refuerzos desde Hama a Alepo en un intento por tomar el control total de la ciudad.
La información fue ofrecida según el diario libanés Ad Diyar (de conocida tendencia pro-gubernamental), sin embargo, esta no pudo ser comprobada por fuentes independientes ni fue mencionada en la televisión estatal siria. De hecho, algunos medios se mostraron "escépticos" sobre este hecho y, en particular, la agencia EAWorldview puso en duda que al-Assad se desplazara en avión (ya que recientemente se estaban llevando a cabo intensos combates en el aeropuerto de la ciudad) y que el Ejército, al que se le estima un total de 100 000 miembros, pueda mover 30 000 hombres con tanta futilidad.

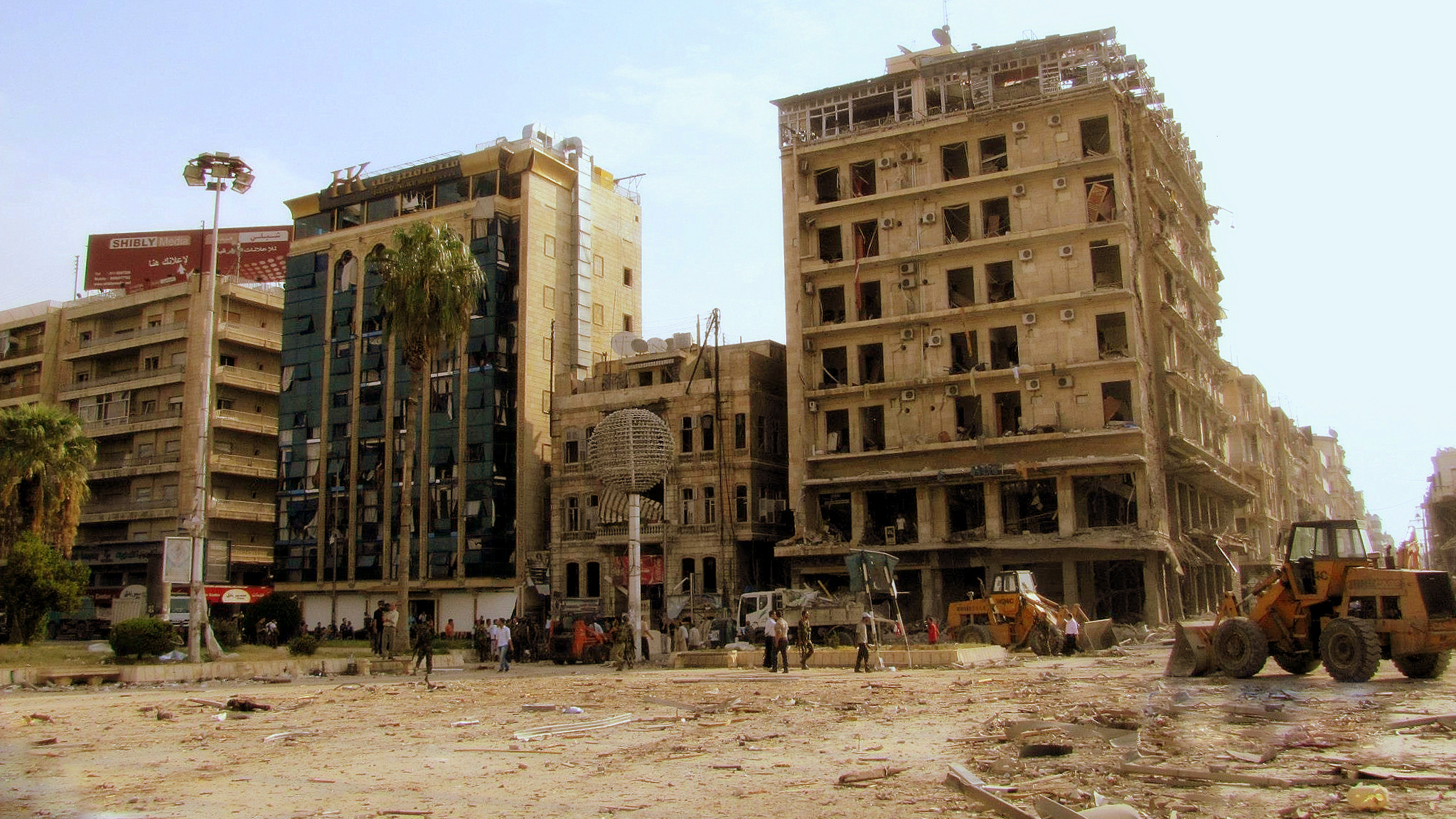
El 3 de octubre la plaza de Saad Alá al Yabri fue sacudida por varias explosiones.

El 3 de octubre, cuatro explosiones sacudieron posiciones del Ejército sirio en Alepo (ver mapa interactivo de los atentados) y como consecuencia 48 personas, en su mayoría soldados progubernamentales, murieron y otras 100 resultaron heridas. De las cuatro explosiones, tres tuvieron lugar sobre las 07:25 (04:25 GMT) en la céntrica plaza de Saad Alá al Yabri, cerca del Club de Oficiales, donde se registraron todas las víctimas. De éstas, dos fueron ocasionadas por la detonación de coches bomba, una de los cuales dejó un gran surco en la plaza y destrozó una gasolinera y un hotel. La explosión restante se produjo en el barrio de Bab Yenín, junto a la Cámara de Comercio.
Los rebeldes lograron tomar el control de una base aérea situada al este de Alepo. El Observatorio Sirio para los Derechos Humanos aseguró que el cuartel tomado por los sublevados era la base aérea de Kuris, situada en la localidad de Al Tana, al este de Alepo, en la carretera que une esa ciudad con Al Raqqa.
El ejército sirio se enfrentó con los rebeldes en varios barrios de Alepo, incluyendo Saif al-Dawla y Sakhur. También fueron bombardeados los barrio de Bab al-Nayrab, Salahedin, Mashhad, Bab al-Nasr y Sakhur. El resultado de los combates fue la destrucción de un tanque de guerra y el asesinato de varios soldados del ejército.
El 5 de octubre, la televisión estatal siria dijo que las fuerzas gubernamentales "limpiaron Sakhur de terroristas". Después de días de combates, un corresponsal de AP, dijo que los rebeldes perdieron el control de varios edificios de Saif al-Dawla.
Mientras tanto, los combatientes rebeldes afirmaron haber avanzado en el distrito estratégico de Salaheddine, alegando que habían tomado la plaza, y que luego el ejército leal se las arregló para volver a tomarla.
Un corresponsal de la AFP reportó intensos combates callejeros en el distrito Arkub. "Los insurgentes han ocupado los centros de salud y escuelas como bases improvisadas", dijo el periodista.[ 343 ] Los barrios de Bustan al-Qasr, al Helk-y Haydariya fueron bombardeados por las tropas regulares. Varios cohetes cayeron también sobre los Qaterji, Maqsud Sheikh y Haydariya.
Durante la siguiente semana, la Fuerza Aérea Siria bombardeó Bab al-Hadid, Arkub y Shaar. En tanto, los combates se centraron en un cuartel militar ubicado en el barrio de Hanano.

#### Nuevo Estancamiento y ataque rebelde a la carretera Alepo-Damasco
El 9 de octubre, los rebeldes aseguraron haber capturado la estratégica ciudad de Maarrat al-Numan, una ciudad ubicada en la carretera entre Alepo y Damasco, principal vía de refuerzos y abastecimiento usada por el Ejército sirio. El ataque forma parte de una campaña insurgente para aislar a las tropas gubernamentales en Alepo.

Mapa de la carretera que conecta Damasco y Alepo. Esta ruta es vital para el abastecimiento del ejército leal.

El 10 de octubre, los rebeldes lanzaron un ataque contra la histórica Gran Mezquita de Alepo donde las fuerzas gubernamentales se acuartelaron. Durante cuatro horas de combate, los rebeldes trataron de abrir huecos en las paredes de la mezquita antes de ser repelidos. Se quedaron francotiradores opositores para atacar a las fuerzas del gobierno.
Al día siguiente, se reportaron violentos combates en Sakhur, Suleiman al-Halabi y Khodr Sheikh mientras se agravaba la situación en los hospitales de la zona.
El 12 de octubre las fuerzas opositoras tomaron una base aérea cerca de la aldea de Al-Tana y del aeropuerto militar de Koris. Tras la captura la base fue bombardeada por el gobierno, lo que provocó que la retirada de los alzados.
El 13 de octubre una explosión sacudió la oficina de la Dirección de Inteligencia de la Fuerza Aérea de Alepo, lo que fue seguido de fuertes enfrentamientos. Los rebeldes también entraron en la Mezquita de Alepo para atacar a las fuerzas gubernamentales estacionadas allí.

#### Progresivo avance rebelde
El 25 de octubre, los rebeldes avanzaron en numerosos barrios de Alepo (ver mapa)  sin encontrar resistencia, especialmente en las zonas cristianas de al-Jadide y al-Qadime, los distritos kurdos de Asharfiyeh (que fue ocupado por 200 insurgentes, incluida la comisaría) de y Sheikh Maqsoud y los barrios céntricos de Nueva Seryan y Vieja Seryan.
Originalmente, algunos militantes aseguraron que el "régimen se había rendido" y abandonado la ciudad, ya que en muchas partes de esta los combates habían cesado, pero posteriormente se confirmó que el bando leal aún seguía teniendo una presencia en la ciudad (5 barrios) y barracones fuertemente armados. En cualquier caso, lo ocurrido fue un gran colapso para las filas del ejército. También se informó de que los rebeldes habían tomado y posesiones en lo alto de muchos edificios de la ciudad usados como nichos de francotirador, así como varias zonas de los barrios de Salahadine y Sulaiman al-Halabi. Además, se produjeron intensos combates por el control del aeropuerto.
Finalmente, un miembro del Ejército Libre describió con más detalle lo sucedido a lo largo del día. En concreto, informó de que los combates comenzaron a las 10 y que tenían como objetivos cercar los dos edificios del Servicio de Seguridad (Mukhabarat) en la ciudad: el edificio de Seguridad Criminal (Asharfiyeh) y el edificio de un órgano encargado de llevar a cabo redadas (Al Midan).
Éste aseguró que si estas bases caían (junto con el edificio de Seguridad Política en Al-Azziziyeh y el de la Fuerza Aérea de seguridad e inteligencia en Nueva Alepo) la ciudad entera estaría liberada. También aclaró el cómo había logrado entrar los rebeldes en numerosos barrios kurdos sin encontrar resistencia, ya que, según su versión, el ELS negoció con el Partido de los Trabajadores de Kurdistán para que se mantuviera al margen del conflicto.
A lo largo del día de se sucedieron los combates en Arqoub, Siryan, Zahra, Firqan y Moaskar Karmal Jabl.
Durante la tregua del Eid al-Adha, los combates cesaron parcialmente.
Desde principios de noviembre, más de 300 rebeldes atacaron el Control de Lairmun. Esta baste tenía como objetivo impedir el acceso de los insurgentes al norte de la ciudad y servir de eje de comunicaciones entre Alepo y Damasco.
El 6 de noviembre, el ELS utilizó al menos tres tanques y varios cohetes para asaltarlo, consiguiendo capturar otros 4 vehículos de este mismo tipo y destruyendo otro. Como consecuencia del ataque, varios soldados leales murieron y otros abandonaron el lugar para refugiarse en edificios cercanos. Para evitar tensiones con los kurdos, los rebeldes abandonaron pacíficamente el barrio de Asharafiyeh.
Durante la semana siguiente, los combates se centraron en la zona noroeste de la ciudad, específicamente los barrios de Zahra y Liramun.
El 14 de noviembre, los alzados aseguraron haber tomado un estratégico puesto militar en el céntrico barrio de Al Auya, zona que sirve de enlace entre la periferia norte y el centro de Alepo. Además, el coordinador de la red opositora Sham, Mohamed Nurel, dijo que el puesto está ubicado en una carretera que conduce a la Academia de la Infantería de Alepo, que ahora, en su opinión, "está amenazada". Los rebeldes también capturaron un hospital y un importante puesto militar de Al Kindi, ambos ubicados en el estratégico barrio de Al Auya.
El 18 de noviembre, los rebeldes tomaron la base del batallón 46, que servía de unión entre las provincias de Alepo e Idlib. En el combate, las fuerzas rebeldes usaron dos tanques y cohetes caseros. Como consecuencia de la operación consiguieron capturar a 25 soldados.
También fueron capturadas una escuela agrícola y la sede del partido gubernamental Baaz.
El 20 de noviembre los rebeldes capturaron gran parte de la base aérea de Sheikh Suleiman, al norte de la ciudad. Una fuente rebelde dijo que su plan era incautarse con todo el material que pudieran y posteriormente abandonar la base para evitar represalias aéreas. También atacaron la base regular del ejército en el barrio, asegurando que, después de 2 meses de asedio, su caída estaba próxima.
El 22 de noviembre, un edificio ubicado al lado de un importante hospital de Alepo, fue blanco de un ataque aéreo que mató al menos a 15 personas. Según reportó el OSDH las víctimas fueron 11 rebeldes, un médico y tres niños. El hospital Dar al-Shifa, fue una clínica privada antes de que se convirtiera en un hospital de campaña de las fuerzas de la oposición. Es uno de los pocos hospitales que aún funcionan en Alepo, aunque ha sufrido bombardeos que han minado su infraestructura.
El 23 de noviembre, se produjeron enfrentamientos en la ciudadela. Al día siguiente los alzados se enfrentaron a las tropas pro-gubernamentales en el edificio de inteligencia de la Fuerza Aérea Siria y en la escuela de infantería.
El 26 de noviembre hubo batallas en los barrios de Sakur y Suleiman mientras que los rebeldes aseguraron haber tomado todas las carreteras hacia Alepo, salvo la que conecta la ciudad con Damasco.
El 9 de diciembre, varios extremistas islámicos tomaron la base de Sheikh Suleiman.
El 16 de diciembre, los rebeldes sirios tomaron la escuela de infantería de Alepo, una base de 3 kilómetros cuadrados situada a 10 km del centro de la ciudad, después de 20 días de asedio. En la batalla murió el comandante rebelde Yusef al-Jader (también conocido como Abu Furat) el cual se convirtió en un "héroe de culto" por su lucha contra el sectarianismo en Siria.
Ese mismo día la Brigada Tawhid capturó la base militar Hanano.

### 2013: Ofensivas y contraofensivas
A finales de diciembre y principios de enero los sublevados lanzaron una ofensiva para tomar el aeropuerto internacional de Alepo, siendo suspendidos los vuelos el 1 de enero debido a los combates. En este contexto los rebeldes también atacaron la cercana base "Brigada Militar 80", la cual tomaron el 13 de febrero.
El 1 de marzo, los rebeldes tomaron la histórica Gran Mezquita de Alepo, en la cual se habían instalado varios soldados leales. Tras los combates, que duraron varios días, el edificio resultó gravemente dañado.
El 29 de marzo, los rebeldes aseguraron que tomaron el barrio de Sheikh Maqsoud, anteriormente en manos de las fuerzas kurdas y gubernamentales. La magnitud del avance fue contradictoria, mientras los opositores en Alepo aseguraron tener un control "absoluto" del barrio, el OSDH informó que los insurgentes solo controlaban la mitad oriental.
El 22 de abril fueron secuestrados dos obispos cristianos de Alepo: el metropolita ortodoxo Paul Yazigi y el metropolita siríaco ortodoxo Youhanna Ibrahim, siendo su paradero desconocido.
En los primeros días de mayo los rebeldes avanzaron considerablemente en el aeropuerto militar de Mannagh y mataron a varios soldados y pilotos, pero el fuerte bombardeo de la Fuerza Aérea les obligó a retroceder.
El 15 de mayo los rebeldes asaltaron la cárcel de Alepo, donde había más de 4000 presos políticos y comunes. El ataque se inició con dos coches bomba que volaron la puerta de la prisión y permitieron la entrada de las fuerzas de la oposición. El Ejército libre pudo tomar un barracón, pero fue incapaz de liberar a ningún preso. Al día siguiente, el Ejército regular empezó a lanzar los cuerpos de presos ejecutados por las ventanas, y para evitar la matanza los rebeldes se retiraron.

#### Operación Tormenta del Norte y contraofensiva rebelde
En junio de 2013, más de 2000 soldados de la milicia libanesa Hezbolá, aliada a al-Assad, entraron en Alepo para ayudar al Ejército a lanzar una contraofensiva en la ciudad con el fin de recuperarla. La operación fue denominada por el ejército como Tormenta del Norte. Según Al-Manar, la televisión de Hezbolá, el Ejército logró avanzar por los barrios de Kafar Hamra, Haryatan, Andan, Hayyan, Sheij Maqsud, Bustan Al-Basha, Bustan Al-Qasr y Al-Ameriya y bloquear los principales accesos a la ciudad.
No obstante, los rebeldes organizaron una gran operativo de resistencia bautizado como Batalla de al-Qadisiyya (en referencia al conflicto del siglo VII que enfrentó árabes y persas; hoy iraníes), mediante el cual fueron capaces de parar la ofensiva del Ejército.
Desde ese momento las fuerzas de la oposición iniciaron un contraataque y el 21 de julio tomaron el control completo del suburbio de Khan Al-Assal, así como las localidades de Mataa y Summakiyah, al este de la ciudad. Khan Al-Assal era el último bastión del gobierno al oeste de Alepo, y con él los rebeldes aseguraron poseer toda la campiña occidental del municipio. Algunos vídeos que no pudieron ser verificados mostraron el cuerpo del comandante del Ejército en el distrito, el general Hassan Youssef Hassan, sobre el cual los rebeldes de la Brigada Al Ansar aseguraron haber matado durante los combates. En el vídeo también mostraron su tarjeta de identificación.
También anunciaron que trece brigadas, entre ellas Liwa al-Tawhid y Farouq, habían lanzado una nueva ofensiva en el oeste de Alepo. Uno de sus objetivos fue el Centro de Investigación Militar en Rashidin (Nuevo Alepo). Los rebeldes, que entraron en Rashidin protegidos por morteros, aseguraron que su intención era tomar las posiciones del Ejército desde las cuales bombardeaban las áreas rebeldes.
El 6 de agosto las fuerzas de la oposición tomaron, tras ocho meses de combates, la base aérea de Meneg, en las proximidades de Alepo, y, el 26 de agosto, la localidad colindante de Janasir,  que servía de ruta de abastecimiento del Ejército entre Alepo y Hama.
Por aquel entonces el principal objetivo de los rebeldes seguía siendo el Centro de Investigación Militar, en ese momento la posesión más al oeste de Alepo bajo el control del Ejército.

#### Ofensiva leal en el sur y este de Alepo

En rojo, zonas bajo el control del Gobierno tras la ofensiva.

El 4 de octubre, las fuerzas gubernamentales retomaron Janasir y reabrieron la ruta.
El 30 de octubre, el Ejército Sirio entró en al-Safira y capturó varios edificios en la zona sur de la ciudad, matando a 10 soldados rebeldes. El día siguiente avanzaron también en la zona oriental de la ciudad. En la mañana del 1 de noviembre, el Ejército capturó el pueblo.
El 2 de noviembre, el Ejército, respaldado por Hezbolá, capturaron el pueblo de Aziziyeh en las afuerzas en el norte de Safira. El 4 de noviembre, tras la pérdida de Al-Safira, el comandante principal del Ejército Libre Sirio en la provincia de Alepo, Abdel Jabar al-Okaidi, dimitió. Según al-Okaidi, la falta de unidad y la lucha interna entre los distintos grupos rebeldes había llevado a la pérdida de Safira.
El 6 de noviembre, el Ejército capturó gran parte del pueblo kurdo de Tell Aran, forzando a la oposición a retirarse. La batalla continuó, y para el 10 de noviembre, seguían registrándose enfrentamientos en el pueblo. Al día siguiente el Ejército aseguró el control en su totalidad.
El 10 de octubre, después de varios días de enfrentamientos, el Ejército retomó la Base de la 80.ª Brigada. Según el OSDH, 63 rebeldes, incluyendo al menos a 11 combatientes extranjeros, y 32 soldados murieron durante la batalla. Otro informe colocaba la cifra de muertes rebeldes entre 60 y 80. Durante el asalto, el Ejército estuvo apoyado por combatientes de Hezbolá y milicias progubernamentales.
El 12 de noviembre, el Ejército Sirio consiguió penetrar hasta el pueblo de al-Naqarin, en las afueras orientales de la ciudad de Alepo. Los militantes de la oposición explicaron que el Ejército "lanzó un movimiento de pinza desde el norte y el este, y se estaba acercando a vecindarios rebeldes importantes". Mientras, las fuerzas gubernamentales, apoyadas por tanques, habían capturado dos rascacielos en los distritos de Ashrafieh y Bani Zeid, al norte de la ciudad, y continuaron su avance tras intensos combates urbanos en espacios cerrados.
El 14 de noviembre, un ataque aéreo mató al comandante de la inteligencia de la Brigada al-Tawhid e hirió al líder de la unidad, Abdul Qader al-Saleh, durante una reunión en una base de Alepo. Otro comandante también fue herido. Esa noche, al-Saleh murió de sus heridas en Turquía. Sin embargo, su muerte se mantuvo en secreto durante cuatro días, hasta que pudo ser enterrado.
El 15 de noviembre, el ejército capturó Tel Hasel, y los rebeldes se retiraron a uno de sus reductos cerca del pueblo. Al final del día, las fuerzas gubernamentales habían asegurado la carretera de al-Safira que conectaba Alepo con las fábricas de defensa en las afueras de Safira.

#### Ofensiva rebelde en el norte de Alepo
El 20 de diciembre, tras casi un año de asedio, los rebeldes del Frente Al-Nusra y otras facciones islamistas consiguieron tomar el Hospital Al-Kindi, que se había convertido en una base militar de las fuerzas gubernamentales. El ataque comenzó con dos explosiones suicidas de dos camiones cargados con explosivos y después se produjeron combates entre los rebeldes y el ejército. Según el OSDH, murieron 42 soldados del Gobierno, 19 rebeldes, y un número indeterminado de combatientes extranjeros. A partir de entonces la Cárcel Central de Alepo, también bajo meses de asedio, pasó a ser la única posición del Ejército al norte de la ciudad.

### 2014: Cerco gubernamental a los rebeldes

#### Los rebeldes son cercados por el Ejército Sirio
Después de haber levantado el sitio de Alepo en octubre de 2013, las fuerzas gubernamentales continuaron su ofensiva a principios de 2014. En el marco de esta, se dio la captura del distrito industrial Sheikh Najjar, al norte de Alepo, y el levantamiento del sitio de la Prisión Central de Alepo, el 22 de mayo de 2014, cuya guarnición de soldados resistía rodeada por fuerzas rebeldes desde mediados del año 2012. Una propuesta de alto el fuego fue presentada por un enviado de la ONU en noviembre. Dicha propuesta estipulaba que el Ejército Árabe Sirio permitiría a los rebeldes a abandonar Alepo sin violencia, a cambio de que estos entregasen sus armas. Según informes, el presidente Assad accedió a considerar la adopción de este plan de alto el fuego, aunque no se hizo ninguna confirmación oficial. El ELS, sin embargo, rechazó el plan. Su comandante militar, Zaher al-Saket, dijo que había "aprendido a no confiar en el régimen de Bashar al-Assad, ya que son astutos y sólo quieren ganar tiempo".

### 2015: La guerra de desgaste
A principios de enero de 2015, los rebeldes recapturaron la zona de Majbal, en al-Brej, y se hicieron con la entrada sur de las canteras de piedra conocidas como al-Misat, obligando a las tropas del gobierno a retirarse hacia el norte. Los rebeldes también conquistaron la región de Manasher al-Brej. Igualmente ellos intentaron un avance para tomar el control de la colina Al-Brej, con el cual ellos pudieron conquistar la ruta de suministros militar entre la cárcel central de Aleppo y las regiones de Handarat y al-Mallah. Los rebeldes también capturaron la zona de Manasher al-Burj. Los mismos trataron de avanzar y tomar el control de la colina de al-Brej, desde la que podrían tomar la carretera que corre entre la Prisión Central de Alepo y las áreas Handarat y al-Mallah.
A mediados de febrero, el Ejército Árabe Sirio y sus aliados lanzaron una gran ofensiva en la zona norte de Alepo, con el objetivo de cortar las últimas rutas de abastecimiento de los rebeldes en la ciudad, y aliviar el asedio rebelde de las ciudades de mayoría chiita de Zahra y Nubl, al noroeste de Alepo. El ejército capturó varios pueblos en las etapas tempranas de la operación, pero las malas condiciones meteorológicas y la imposibilidad de recibir refuerzos estancaron la ofensiva del gobierno. A los pocos días, los rebeldes lanzaron una contraofensiva, retomando dos de las cuatro posiciones que habían perdido a las fuerzas del gobierno sirio.
El 9 de marzo, las fuerzas de la oposición lanzaron un asalto a Handarat, al norte de Alepo, luego de haber sido informados de confusión en las filas del Ejército Sirio tras los combates en febrero. Fuentes de la oposición dijeron que los rebeldes habían capturado 40 a 50 % de la población, o incluso el 75 %, mientras que el Ejército mantuvo el control de la parte norte de Handarat. En contraste, una fuente del Ejército sirio declaró que aún controlaba el 80 % de Handarat. El 18 de marzo, después de casi diez días de combates, el Ejército Sirio habían expulsado totalmente a los rebeldes de Handarat, y restablecido el control de la localidad.
En preparación para una nueva ofensiva, los rebeldes bombardearon fuertemente partes de la ciudad controladas por el gobierno, dejando 43 civiles muertos y 190 heridos el 15 de junio.
A principios de julio, dos coaliciones rebeldes lanzaron una ofensiva contra la mitad occidental de la ciudad, bajo el control del gobierno. Durante cinco días de combates, los rebeldes tomaron el Centro de Investigación Científica en las afueras del oeste de Alepo, que estaba siendo utilizado como un cuartel militar. Dos ataques de los rebeldes en la zona Jamiat al-Zahra fueron repelidos por el Ejército sirio. Las fuerzas del gobierno lanzaron un infructuoso contraataque contra el Centro de Investigación Científica dos días después.
A mediados de octubre, el Estado Islámico capturó cuatro aldeas controladas por los rebeldes al noreste de Alepo, mientras que fuerzas gubernamentales se apoderaron de la Zona de Libre Comercio de Siria-Turquía, la prisión de menores y la planta de cemento de al-Ahdath. El 19 de octubre, el Ejército sirio y Hezbolá lanzaron una ofensiva, capturaron la colina de Tal SyriaTel, en el sur de Alepo, matando a 20 rebeldes en el proceso. Al día siguiente, capturaron dos ciudades más, Al-Sarayrah y Bales, en el sur.

### 2016: Corte de las rutas de suministro, rendición y evacuación
Llegado enero de 2016, se estimó que la población en los barrios rebeldes en el este de Alepo se había reducido a 300 000 personas, mientras que un millón y medio vivían en el oeste controlado por el bando leal.
A principios de febrero, las fuerzas progubernamentales rompieron un cerco rebelde de tres años sobre las ciudades chiíes de Nubl y Zahraa, cortando una importante ruta entre los rebeldes y la vecina Turquía. El 4 de febrero, las ciudades de Mayer y Kafr Naya fueron recapturadas por las fuerzas leales. Al día siguiente, el gobierno capturó Ratyan, al noroeste de Alepo.

#### Junio
Durante este mes las operaciones militares estuvieron centradas en el norte y el sur de los alrededores de Alepo, permaneciendo relativamente tranquilo en el interior de la ciudad. La batalla fue particularmente intensa en el frente sur, donde los rebeldes enfocaron su ofensiva tomando el sector de las bases militares y el poblado de Zitan. El frente sur quedó estático para inicios de julio. En la parte norte de la ciudad las SAA trataron de tomar la localidad de Mallah varias veces, aunque fueron rápidamente rechazados por los rebeldes. Para el 25 de junio el gobierno sirio dio por terminado el plazo para que los Estados Unidos demarque a los rebeldes moderados de los islamistas, lo cual no se cumplió entre otras porque ambos combatían de manera conjunta, dando así por inicio la operación de cerco. En este mes los ataques aéreos de la RuAF se intensificaron atacando las posiciones del interior de la ciudad y zonas de los alrededores.

##### Frente sur
El 3 de junio los rebeldes lanzan un ataque en el sur de la ciudad haciéndose con el control de las bases militares, además de los poblados de Qalaajiyah y Khalasah.  El 4 de junio las SAA lograron estabilizar el frente recuperando algunos puntos en Zitan, Birnah y Humayra. El 5 de junio entran en batalla la RuAF lanzando bombardeos tanto en el interior de la ciudad como en el sur para tratar de detener el avance rebelde. El 6, 7, 8 de junio las SAA intentó un ataque sin éxito desde el sur en dirección a Humayra, mientras se intensifican los bombardeos de la SyAF y la RuAF, atacando a los rebeldes día y noche. El 9 de junio os insurgentes continuaron su ataque tomando Zitany al Qarassi, aunque la batalla por esta última prosiguió hasta el 11 de junio.
El 13 de junio las SAA lanzan una fuerte contraofensiva en el sur recuperando Zitan y Khalasa. El 14 y 15 de junio los rebeldes lanzan un ataque de respuesta hacia Khalasa llegando al interior de la ciudad, además de lanzar un ataque a las barricadas en la entrada sur occidental de Alepo en el barrio al Assad. El 16 de junio se informa de un bombardeo fallido de la RuAF, el cual habría dado en posiciones de las SAA, aunque no se informa la cantidad de bajas o daños de manera oficial. El 17 de junio al Nusra anuncia la recaptura de Zitan, mientras que Jaish al Fateh retomó el control de Khalasah, forzando a una retirada forzosa a las SAA. El 18 de junio los rebeldes rompen las defensas oficialistas y se hacen con el control de Birnah y se dirigen hacia al Hader. El 21 de junio se informa de la detonación del puente entre al-Hadher y al-Eis en un intento de detener el avance rebelde y la construcción de barricadas por parte de las milicias iraníes.

##### Frente norte
El 9 de junio las SAA lanzaron un ataque en el norte dirigido por las fuerzas Tigre en dirección a al-Mallah, los rebeldes por su parte lanzan una contraofensiva al siguiente día, retomando los puntos perdidos el día anterior. El 12 de junio las SAA lanza un nuevo ataque a al Mallah en el norte, anunciándose una operación conjunta para el mes siguiente desde cuatro frentes en el norte de Alepo Bayanoun, Al Mallah, Anadan y Handarat, se informa del envío de refuerzos al sur de Alepo para poder detener el avance rebelde en la región. El 24 de junio los rebeldes atacan a las SAA en Handarat avanzando algunas posiciones.
El 25 de junio se anuncia el fin del plazo para la diferenciación de los rebeldes moderados y de los islamistas, para dar comienzo a la operación por el norte de Alepo, desde Zahra, Layramun, Bani Zaid, las fuerzas Tigre lideran el ataque desde al-Mosdar. El 26 de junio las SAA vuelven a alcanzar al Mallah, mientras que son retenidos en Zaraa.  El 29 de junio los rebeldes realizan una contraofensiva retomando al Mallah., perdiendola al día siguiente.

#### Julio
El mes de junio fue favorable para los rebeldes logrando hacerse con áreas estratégicas del sur de Alepo, obligando a las SAA a movilizar tropas de otras partes del paíspara concentrarlas en el norte de Alepo, lo que a larga permitiría a Daesh recuperar Palmira y a los insurgentes lanzar la batalla de Hama. En julio las SAA lanzaron su gran ofensiva cercando por completo la ciudad al tomar la ruta del Castello en el norte resistiendo a una intensa presión rebelde, los cuales al verse cercados detuvieron el ataque en el norte realizando un ataque conjunto en el sur de la ciudad desde las posiciones tomadas el mes anterior.

##### Frente norte
El 1 y 2 de julio las SAA continúan su avance al sur de Mallah tomando las granjas en su totalidad. El 3 de julio el ataque se dirige hacia el campo de Handarat al oriente de al Mallah Para el 6 de julio las SAA se encuentra ya a 2 km de la carretera del Castello desde al Mallah alcanzándola el día siguiente, el 8 de julio toman Tell Jabenja cortando de facto la carretera. El 10 de julio los rebeldes contraacan a las SAA en sur de Mallah recuperando algunas posiciones, manteniendo ataques constantes los 5 días siguientes. El 16 de julio las SAA se hacen con el control efectivo de la carretera del Castello. El 17 de julio las SAA toman la colina del Castillo y cortan toda circulación en la carretera. El 19 de julio los rebeldes lanzan un contraataque desde el campo Handarat, publican además videos donde decapitan a varios niños menores de 13 años declarándolos miembros de las al Quds. El 25 de julio las SAA tomaron todo el complejo del castillo y tienen el control total de la carretera cerrando el cerco en Alepo.

##### Interior de la ciudad
El 3 de julio comienza la operación por los barrios del norte de Alepo, las SAA logran entrar en Layarmoun donde Fateh Halab resiste en el frente de Bani Zayd. El 9 de julio las SAA avanzan en el área de la fábrica Layramoun tomando al-Thwarah y Tabeqh. El 11 de julio los rebeldes atacan varias posiciones en el interior de la ciudad para reducir la presión en el norte, tomando algunas posiciones alrededor de la ciudadela de Alepo y el distrito Masharqa siendo detenidas para la tarde. El 12 de julio las SAA continúan tomando posiciones en Layramoun, capturando todas las fábricas del distrito Khalidiyah el día siguiente, así como la plaza Layramoun. El 20 de julio los rebeldes atacan Ameria al sur de la ciudad, cortando las líneas de las SAA. El 26 de julio las SAA toman todos los edificios de Laraymoun, obligando a una retirada total de los insurgentes en el área cerrando así el cerco en Alepo.. Las YPG aprovecharon el ataque de las SAA tomando Bani Zaid y el complejo de la Juventud. El 28 de julio la lucha se concentra en el campo de refugiados de Handarat, mientras que en los barrios oficialistas de la ciudad se realizan celebraciones por el cierre del cerco por parte de las SAA. El 29 de julio los rebeldes denuncia el uso de gas cloro en el barrio de al Sukkari.

#### Agosto

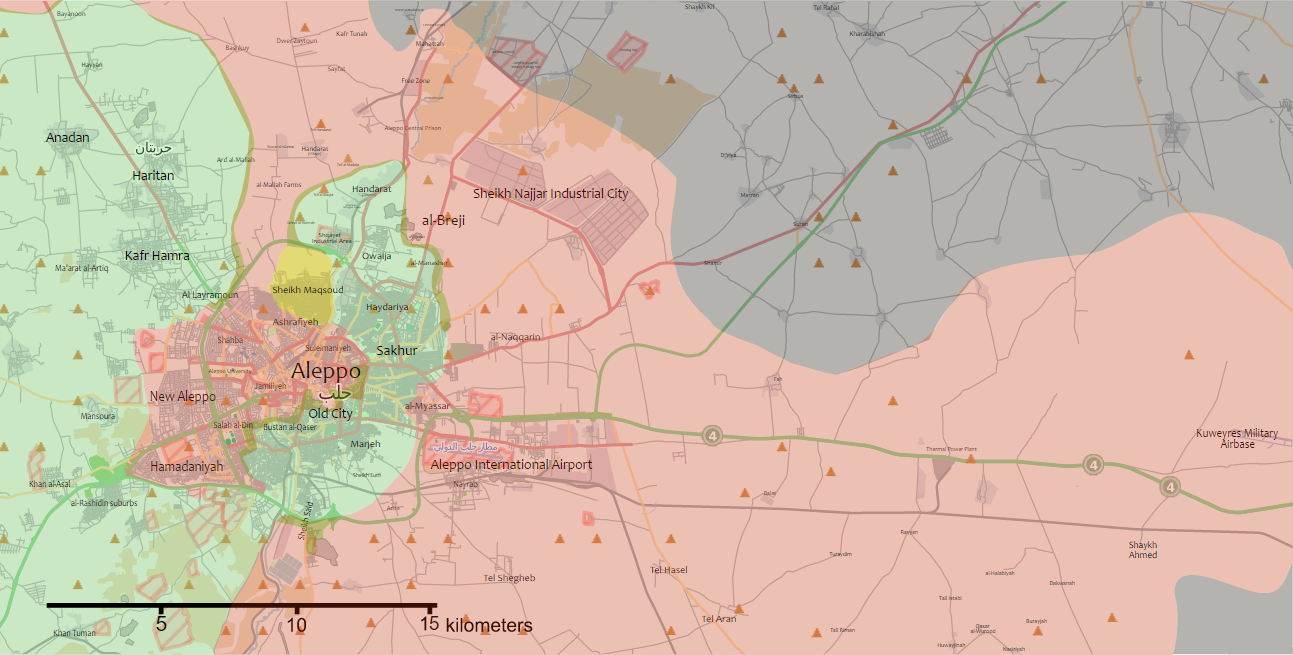
Situación a 20 de agosto de 2016, con ambos bandos sitiándose mutuamente
SAA
Oposición (Incluyendo Al-Nusra)
FDS
ISIS
Control conjunto SAA - FDS
Situación incierta - tierra de nadie

En agosto la situación rebelde se vuelve dramática en el interior de la ciudad al verse cercados y atacados por bombardeos continuos. Los rebeldes organizan una gran ofensiva desde el sur de la ciudad rompiendo el cerco establecido por las SAA, capturando varias posiciones más al sur. Para el final de agosto los rebeldes se fortifican en los apartamentos 1070, la base de artillería y el distrito Rasmouseh. Por su parte las SAA movilizan todas las tropas disponibles utilizando tropas novatas para defender otros frentes.
El 31 de julio y el 1 de agosto los rebeldes lanzan la que sería su última gran ofensiva por Alepo, movilizando todo el personal y material disponible con el fin de romper el cerco desde el sur de la ciudad, tomando el que a posterior sería su bastión el complejo de apartamentos 1070, Musharfa y al Shurfa alcanzando la escuela de artillería, mientras que los rebeldes cercados atacaron el distrito Ramouseh, en el norte Fateh Halab atacó la carretera del Castello.
Para el 2 de agosto la situación del las SAA es crítica perdiendo ya todo el control de los apartamentos 1070, tuvieron replegarse a los apartamentos 3000, mientras desde el interior siguen avanzando para romper el cerco, al oeste de la ciudad los rebeles toman el área industrial de Minyan y Sawmill. El 3 y 4 de agosto los rebeldes continúan el ataque atacando la academia de artillería, mientras que las SAA recuperan algunos puntos de los 1070. El 5 de agosto los rebeldes toman todos los apartamentos 1070 y penetran en la base de artillería, tomando la parte sur de la base. El 6 de agosto las defensas oficiales fueron destruidas los rebeldes controlan distrito Rasmouseh y la base de artillería rompiendo el cerco oficial. Se estima que durante esta ofensiva al menos 500 combatientes murieron, para el anochecer comienzan a circular camiones con provisiones para los rebeldes cercados, al sur de Alepo los rebeldes toman al Amarah mientras que las SAA recuperan el control de Amiriya.
El 7 de agosto continua el ataque al sur de Alepo por los rebeldes para tratar de ampliar la entrante, por su lado el gobierno moviliza más refuerzos alrededor de 2000 combatientes iraquíes de Harakat al-Nujba que se encontraban en Palmira. El 8 de agosto las SAA lanzan un contraataque tomando la fábrica de cemento y la estación de gasolina, estabilizando el frente, al día siguiente logra recuperar Souq Al Jebes al sur del distrito al Assad. El 10 de agosto las SAA lanzan un ataque al sur de Alepo recuperando la colina de al-Sanobrat en Wadhihi, se informa de la llegada de refuerzos de Hezbolá. El 11 y 12 de agosto las SAA atacan el área de Ramouseh sin avancer. El 13 de agosto los rebeldes anuncia el paso de convoyes con ayuda de Kwait, Turquía, Catar y otras organizaciones que los apoyan.
El 14 de agosto los rebeldes lanza una nueva ofensiva en tomando la fábrica de cemento en el sur, ampliando la apertura, mientras que en el norte tomaron Dahret Mahna cerca de la estructura de agua potable. El 15, 16 y 17 de agosto las SAA retoman parte de la fábrica de cemento de manos de Jaysh al-Fateh y continúa el ataque en los apartamentos 1070, con el apoyo de Hezbolá. El 18 y 19 de agosto las SAA trataron de tomar al Qarassi sin éxito, el día siguiente las fuerzas Tigre llegan al sur de Alepo atacando el distrito Rasmuse, tomando la colina al Aqra y al-Taslih alcanzando el flanco sur de la base de artillería y perdiéndolas al anochecer. El 19 de agosto y 20 de agosto las SAA vuelven a asegurar la colina de al Aqra y el 21 la colina de Syriatel. El 22 de agosto las SAA vuelven a entrar en academia de artillería desde el norte, los rebeldes movilizan más refuerzos para tratar de recuperar Aqra. El 25 de agosto las SAA movilizan a 800 miembros de la guardia republicana, para reforzar el sur de Alepo, mientras tanto los rebeldes recuperan el control total de la base de artillería. El 28 de agosto las SAA lanzan un nuevo intento de entrar en la academia de artillería desde el norte, por su lado los rebeldes de Sultan Murad anuncian una operación para recuperar el norte de Alepo. El 29 de agosto se anuncia la llegada de 80 soldados rusos para labores de apoyo logístico y de defensa en Alepo. El 30 de agosto con apoyo de la RuAF las SAA lanzan un gran contraataque al sur de Alepo recuperando Qarassi, al-Amarah, partes de los apartamentos 1070 y el colegio táctico, para el 31 ya han conquistado las colina de al-Sanobrat y Mahrouqat, el poblado de Amriyah y avanzan en al-Jamiyat.

#### Septiembre
En septiembre la situación se torna para el lado oficialista logrando volver a cercar la ciudad, esta vez endureciendo las posiciones para evitar que los rebeldes metan armamento de contrabando. Los rebeldes aprovechando su posición al sur de Alepo y la estabilidad del frente movilizan sus fuerzas atacando el norte de Hama y así obligar a las SAA a mover sus tropas. Las SAA al contrario prefirieron sacrificar el norte de Hama para poder asaltar el sur de Alepo y cerrar el cerco. Para el 10 de septiembre las batallas en Alepo se detienen estableciendo un alto al fuego, ya que las SAA al empeorar la situación en Hama tuvieron que movilizar refuerzos. El 27 de septiembre tras estabilizar Hama se anuncia el inicio de la operación por los barrios de Alepo, antecedidas por intensos bombardeos a diversas estructuras, entre ellas hospitales que a su vez habían sido convertidos en polvorines y puestos fortificados.
El 1 de septiembre los rebeldes tomaron el control de al Qarasii y el complejo de apartamentos 1070, y comienza la primera batalla de Hama. El 3 de septiembre las SAA rompen las defensas rebeldes en la base de artillería, tomando el colegio técnico y de armamento. El 4 de septiembre las SAA capturan toda la base de artillería y vuelven a cerrar el cerco en Alepo, al siguiente los rebeldes trataron de realizar un contraataque. El 5 de septiembre se anuncia la captura de la base de Ma'rata, alcanzando la ciudad. El 6 de septiembre las SAA siguen avanzan al sur para reforzar el cerco recapturando al-Shurfah, mientras avanza en los barrios de Ramouseh y al Amiriyah en el sur de Alepo. El 7 de septiembre las SAA toman el redondel de Ramouseh y la planta de Al-Dabaghat, los rebeldes dentre del cerco atacan el barrio de Almería, en el sur las SAA capturan Ma'rata y Khan Touman. El 8 de septiembre las SAA toman por completo el distrito de Ramouseh, mientras que los rebeles luchan por Khan Touma. El 9 de septiembre la SyAF tira boletines en los barrios rebeldes dándoles 48 horas para su rendición. El 10 de septiembre al acercarse el plazo de rendición la RuAF y la SyAF aumentan los bombardeos, mientras que las SAA anuncian la operación contra los apartamentos 1070. El 18 de septiembre tras un periodo de cese al fuego la SAA entra en los apartamentos 1070. El 20 de septiembre la SAA asalta la ciudad por el norte a través del campo de Handarat, se anuncia la llegada de 3000 hombres más de refuerzo en al Safirah al sur de Alepo. El 21, 22, 23 los bombardeos se intensifican llegando a ser hasta 60 por hora. El 24 de septiembre se corta el servicio de agua, los rebeldes y el gobierno se acusan mutuamente, las SAA toman el campo de Handarat, aunque los rebeldes la recuperan al atardecer, las SAA además asaltan el norte de Alepo por Sheikh Najjar y al sur en Sheikh Saeed. El 27 de septiembre se anuncia el fin del cese al fuego y el comienzo de la operación terrestre por Alepo, atacando por segunda vez Handarat en el norte y Farafira. El 29 de septiembre las SAA toman el campo de Handarat y asaltan el hospital Kindi. El 30 de septiembre las SAA asaltan Suleiman al Halabi en él la parte central de Alepo capturando varias posiciones, varias organizaciones internacionales piden un alto al fuego para realizar ayuda humanitaria.

#### Octubre
En octubre los rebeldes pierden posiciones en el norte de la bolsa después de varios días de combate replegándose en Hanano, mientras en el sur lanzan varias contraofensivas para recuperar posiciones perdidas y tratar de lanzar una nueva ofensiva para romper el cerco lo cual impide realizar una defensa coordinada. A finales de mes los rebeldes lanzan su ofensiva final para romper el cerco, pero a diferencia de su ataque del verano esta vez fue anunciada con varios días de antelación y en lugar de atacar las bases militares, atacaron el distrito al Assad en la entrada suroccidental de la ciudad y el distrito al Zahraa en el norte. Siendo detenida dos días después.
El 1 de octubre las SAA toman el control de Tal al Hamrah al norte de la ciudad, los rebeldes contraatacn Suleiman al Halabi tomando los puntos perdidos el día anterior. El 2 de octubre las YPG controlan al-Shuqayyif al norte de Alepo. El 5 de octubre las SAA anunciaron la disminución de los ataques aéreos para mejorar la situación en la ciudad. El 6 de octubre las SAA toman Jabal Qar in Awijah al norte, varios edificios en Bustan al Basha en el centro y la mezquita Khalid Ibn al-Walid al sur de la ciudad. El 7 de octubre los rebeles lanzan un contraataque en el sur de Alepo recuperando los puntos perdidos el día anterior. El 8 de octubre continúa el avance del ejército desde el norte de Alepo tomando el redondel de Jandoul asegurando así el área de Owaija, avanzando en simultáneo desde Manashir al-Breij. El 9 de octubre los rebeldes anuncian una nueva operación desde el sur de Alepo para romper el cerco gubernamental. El 10 de octubre las SAA capturan la estación de bombeo de agua de Suleiman al Halabi, volviendo a funcionar después de 10 días de paro. El 11 y el 12 de octubre las SAA avanzan lentamente en el sur desde Sheik Sa'eed, mientras los bombardeos dentro la ciudad se agudizan. El 13 de octubre las líneas de defensa rebelde en el norte colapsan obligando a una retirada general, perdiendo el control de la colina de Owaija, Majbal al-Zefet, el aserradero de Breij Tell Asfar con lo cual las SAA tienen acceso directo a al-Haydariyah. El 15 de octubre las SAA atacan desde el aeropuerto en dirección al puente de Nayrab y el distrito al Miysar. El 16 de octubre los rebeldes contraatacan en dirección del aeropuerto y el distrito Aziza. El 18 de octubre los rebeldes lanzan un ataque a los apartamentos 1070, tomándolos por completo el día siguiente. El 20 de octubre las SAA tratan de avanzar desde el distrito de Bustan Al-Qasr, mientras los rebeldes lanzan una campaña de bombardeo a los barrios oficialistas, se anuncia un alto al fuego para permiter el escape de los civiles del asedio. El 23 y 24 de octubre las SAA atacan el sur de Alepo controlando la base de Khan Tuman, Tell Mutah y Tell Bazo, además de lanzar un ataque hacia los apartamentos 1070. El 25 de octubre los rebeldes lanzan un ataque al norte de Alepo en Sheik Najjar.
El 28 de octubre los rebeldes lanzan la última ofensiva por Alepo desde el sur en dirección del distrito al Assad, alcanzando al-Soura y Menyan, los rebeldes también lanzan un ataque en simultáneo en el norte desde el distrito de Zaara. El 29 de octubre los rebeldes atacan todo el frente occidental de Alepo, alcanzando los apartamentos 3000, y algunas posiciones en los exteriores. El 30 de octubre las SAA logran organizar una contraofensiva recuperando Minyan y expulsando a los rebeldes de los apartamentos 3000 y al Zahraa. El 31 de octubre las fuerzas tigre llegan al sur de Alepo entrando en Dayhiet al Assad, atacando además en el interior sur de la bolsa Sheik Lutfi.

#### Noviembre
La situación rebelde es cada vez más difícil tras las fallidas ofensivas los rebeldes sitiados quedaron a su suerte, resistiendo a duras penas las primeras semanas. Las SAA por su parte lanzaron un ataque al sur de la ciudad para fortalecer el cerco y evitar un nuevo intento de ataque. La ofensiva final por la ciudad se lanzó a finales del mes con la que tomaron todos los barrios del norte oriental, incluyendo la estación de bombeo.
El 3 de noviembre los rebeldes lanzan un nuevo ataque en al Assad, entrando en los apartamentos 3000, los rebeldes cercados anuncian el rechazo a la rendición propuesta por Rusia. El 4 de noviembre se anuncia la llegada de técnica militar y refuerzos a Alepo. El 5 de noviembre las SAA y la parte rusa anuncia la apertura de 8 corredores humanitarios para la evacuación de civiles e insurgentes. El 7 de noviembre las SAA toman Tell al Rakm al sur de la ciudad. El 8 de noviembre las SAA lanzan una gran ofensiva al sur liderada por las fuerzas Tigre a una retirada en masa de los rebeldes tomando los apartamentos 1070 y la colina Mullah, empujando a los rebeldes fuera de los límites sur de la ciudad. El 9 de noviembre continua la ofensiva oficialista capturando la escuela al Hikma. El 10 de noviembre se anuncia la reconquista del distrito al Assad por parte de las SAA. El 11 de noviembre las SAA toman la planta de cartón recuperando el control total de Midyan, en el interior del cerco los habitantes realizan protestas por la falta de alimentos mientras los rebeldes se niegan a rendir la ciudad. El 12 de noviembre las SAA liberaron Kafr Hadad y Khirbet al-Zawari en el campo sur de Alepo. Las SAA lanzan un ataque conjunto desde 9 puntos a las zonas rebeldes, mientras aumentan los esfuerzos para reparar las vías de acceso en el oeste de Alepo, destruidas en la última ofensiva rebelde. El 15 de noviembre los bombardeos se intensifican con la llegada de helicópteros de las SyAF.  El 19 las SAA anuncia la ofensiva final por Alepo nombrándola Tormenta del Norte, comenzando el ataque desde el sur en Sheik Said, al norte en Bustan al Basha y el aeropuerto al oriente de Alepo. El 20 de noviembre los rebeldes tratan una contraofensiva en al Owaija al norte de la bolsa, las SAA capturan al-Ma'saraniyah al oriente, y Souq al-Jibs en sur occidente de la ciudad. El 21 de noviembre las SAA capturan la mayor parte de Masakan Hanano al norte y Shekih Saeed al sur. El 22 de noviembre las SAA liberan Tall Al-Zhoor al norte de Alepo. El 23 y el 24 de noviembre las SAA avanzan en el norte tomando partes de Hanano y Jabal Badro, mientras comienza en paralelo la operación por al Bab. El 25 de noviembre las SAA logran penetrar en Sheik Lufti, Jabal Badro —Talet Barakat— la antigua carretera de Sheik Najjar y el frente Sh. Sa'eed-Lutfi, la ONU pide al gobierno sirio un cese al fuego para la evacuación de los heridos. El 26 de noviembre las SAA avanzan en Hanano mientras los rebeldes lanzan un contraataque recuperando algunos puntos.
El 27 de noviembre terminado el nuevo plazo de 48 horas para la rendición las SAA lanzan una gran ofensiva en el norte colapsando las defensas rebeldes obligando a una huida total casi partiendo la bolsa en dos, por su parte las YPG se hacen con algunas calles abandonadas por los rebeldes. En esta gran ofensiva las SAA liberaron el distrito de al-Halek después de avanzar en las zonas industriales de Jandoul y Ba'ideen, Fateh Halab anuncia su retirada total de Bustan al-Basha la que es ocupada por los kurdos, las SAA capturan también los barrios de Inzarat, Hanano, Jabal Badro y al Sahkur. El 28 de noviembre tras una frenética huida los rebeldes escapan de Sheik Khader de norte mientras las SAA los persiguen y la aviación aumenta la presión, las defensas rebeldes colapsan completamente buscando atrincherarse en los barrios del sur para la defensa final de la bolsa, las SAA anuncian la captura de la estación de bombeo de Suleiman al Halabi, y el barrio de Shiek Khader al occidente de la bolsa y el distrito de Talat al Barakat al oriente. El 29 de noviembre las SAA tratan de avanzar en al Zahraa, comenzando el desminado de las zonas en el norte recuperadas el día anterior, mientras cientos de habitantes de las zonas rebeldes evacuan a las zonas controladas por el gobierno ante la eminente ofensiva final. El 30 de noviembre las SAA rompen las defensas rebeldes en el sur tomando el distrito de Sheikh Sa'eed, 20 000 personas escapan de las zonas rebeldes en las anteriores 48 horas.

#### Diciembre
El 1 de diciembre las SAA comienzan un nuevo ataque desde el norte desde la dirección del aeropuerto tomando Ma'saraniyah y partes de Karam al-Tarab. El 2 de diciembre la ofensiva continua avando en Tareeq al-Bab/Halwaniyah, al-Jazmati y Karam al-Tarab, mientras los rebeldes siguen atacando el sur de Alepo tratando de impedir el avance de las SAA. El 3 de diciembre las defensas rebeldes en el oriente de la bolsa colapsan obligando a una nueva retirada rebelde, las SAA toman los barrios de Tariq al-Bab, al-Jazmati y Al Myassar. El 4 de diciembre las SAA continúan su ofensiva en dirección a la ciudadela para partir la bolsa en dos, tomando los barrios de Karm AlTahan, Karm AlQatirji y el Hospital Nacional; en la parte norte de la bolsa captura Almaysir, Jouret Awwad y Dhahret Awwad avanzando en AlSha'ar. El 5 de diciembre las SAA tratan de avanzar hacia la ciudadela para cortar la bolsa en dos, el mismo días los rebeldes bombardean un Hospital de campo con personal ruso, destruyendo 3 tiendas, en la cual murieron 1 doctor y 3 enfermeras, los rebeldes lanzan un ataque contra las posiciones del hospital y la clínica visual recapturando algunas posiciones, anunciando su negativa a una rendición o negociación con el gobierno. El 6 de diciembre los rebeldes abondonan los barrios del norte para evitar quedar embolsados, lanzando contraataques desesperados a las posiciones de la SAA, el gobierno por su parte captura Karm Dada, Karm Qaterji, Sha'ar y al Jabal, se anuncia además la liberación de los barrios viejos de Alepo cerrando la bolsa por completo en el norte, en la parte oriental las defensas rebeldes se repliegan hacia el sur de la ciudad las SAA toman el cuartel de policía, los barrios de Sheikh Lutfi, Marjeh, Tell al-Shertah, y Aziza. Tras estos avances, las fuerzas sirias tienen en su poder el 70 % de la mitad oriental de la ciudad, anteriormente en manos de los insurgentes. Desde el 15 de noviembre, el Ejército y sus aliados llevan a cabo esta última gran ofensiva en la zona, periodo durante el cual cerca de 700 personas han perdido la vida y otras 50 000 han huido. El 7 de diciembre la situación rebelde empeora a cada hora, realizan un repliegue total en dirección de los barrios suroccidentales las SAA se hacen con el control de los barrios de al-Saliheen, al-Qaseliyah, Salheen, Bab al-Nayrab y al-Ma'adi, algunos lanzan ataques y fuego de artillería contra los barrios occidentales. El 8 de diciembre las defensas rebeldes colapsan en todos los frentes, los rebeldes se baten en retirada apiñándose en el centro de la bolsa, las SAA controlan al sur Sheikh Sa'eed avanzan en AlKalaseh y Al Sukkari, al oeste entran en AlZebdieh, los cercados eligen como jefe negociador a Abu Al Abd Ashada, líder de Liwa Al Ashada, pidiendo una evacuación de al menos 500 heridos en los próximos 5 días. El 9 de noviembre Daesh lanzan una ofensiva contra Palmira terminando con su conquista, la SAA avanzan en todos los frentes en Alepo los rebeldes se repliegan a un cordón defensivo de 20 kilómetros cuadrados para realizar la defensa final. Tras la caída de Palmira las refuerzos que se enviaron a tratar de detener a Daesh regresaron a Alepo para destruir la bolsa, el 12 de diciembre las improvisadas defensas rebeldes son pulverizadas retirándose hasta el río Queiq para organizar la defensa final, perdiendo el control de los barrios AlKalaseh, Boustan AlQaser al norte, Sukkari al sur, los rebeldes controlan ya solo un barrio se anuncia la caída de Alepo en los próximos días. El 13 de diciembre las SAA entran en el último bastión rebelde, los cercados piden negociar una evacuación total de su personal, familiares y armamento ligero, se anuncia un cese al fuego desde la noche, las SAA ya controlan el 90 por ciento de los barrios de la parte oriental de la ciudad, que estaban en manos de la rebelión. Lo confirma el Observatorio Sirio de Derechos Humanos. Rusia ha rechazado la propuesta de Estados Unidos de declarar un cese de hostilidades inmediato en Alepo.. El 14 de diciembre varios grupos se niegan a rendirse lanzando ataques suicidas en las posiciones del gobierno recapturando momentáneamente con el puente de Alhaj al noroeste, los vecinos del barrio de al-Kadasa entraron en el cuartel de la milicia islamista Jaish al Islam buscando comida. En el edificio ya no queda nadie, los combatientes salieron huyendo, pero lo que sí han encontrado son cajas y cajas de alimentos. Algunos habitantes explican que los miembros de la milicia se quedaban con la mayor parte de la ayuda alimentaria destinada a los civiles. El 15 de diciembre salen los primeros convoyes con 951 personas, se realiza un intercambio con una evacuación de Fua y Kefraya cercados por rebeldes en Idlib varios grupos rebeldes contrarios al intercambio y la rendición de la ciudad atacan a los convoyes. El 16 de diciembre continua la evacuación continua con contratiempos, varios grupos firmaron la rendición, pero varios se niegan por lo que las SAA lanzaron una nueva ofensiva entrando en al-Sukkari y al-Ansari. El 18 de diciembre la evacuación se detiene por una ataque rebelde a un convoy de refugiados, matando a alrededor de 50 civiles. El 20 de diciembre la evacuación se renuda, el Comité Internacional de la Cruz Roja anuncia que todos los enfermos y heridos del último centro sanitario que permanecía operativo en Alepo ya han abandonado la ciudad. El 21 de diciembre la SAA entra en el último bastión de los rebeldes al-Zebdiyah, se anuncia el control total de Alepo tras cuatro años de lucha. Se estima que alrededor de 60 soldados murieron en los días posteriores al fin de la batalla por minas y trampas explosivas dejadas por los rebeldes al retirarse.
La Comandancia Suprema de las Fuerzas Armadas Sirias ha anunciado que Alepo está libre de “terroristas” y ha proclamado el restablecimiento de la seguridad en la ciudad. “Esta victoria es un punto de inflexión en la guerra contra el terrorismo y un golpe demoledor contra su proyecto. Es el punto de partida de una nueva fase para expulsar el terror de todo el territorio nacional”, anunciaban en la televisión oficial de ese país.

## Reconstrucción de la ciudad
El 1 de enero el agua está regresando lentamente a la ciudad luego que Daesh detuviera la estación de bombeo al norte de Maskanah.

### 2018
El 6 de enero, el primer ministro, Imad Khamis, aclaró que el gobierno empezó el año pasado con la ejecución de los proyectos de servicio con más urgencia, después de instaurar la seguridad en los barrios orientales por el Ejército sirio, y asignó 36 mil millones de libras sirias para la rehabilitación de servicios básicos en la provincia, como escuelas, centros sanitarios, redes de agua y electricidad, y rehabilitar los polígonos industriales afectados. El plan se enfoca en desarrollar el sector de servicios, donde se asignó 40 mil millones de libras sirias para completar todos los proyectos de servicio, además de asignar 11 mil millones de libras sirias para proyectos agrarios, 6 mil millones para los silos y granos, y 3 mil millones para la electricidad. Anunció que ya está puesta en marcha la central de transformación de energía eléctrica en Bustan al Qasr en Alepo, con una capacidad de 20/66 kilovatios, después de realizar obras de rehabilitación con un coste de 3 mil millones de libras sirias.
En marzo empezaron los esfuerzos y las obras de rehabilitación encaminadas a resucitar la torre del reloj de la puerta de Bab al-Faraj es uno de los principales lugares de interés de Alepo. La torre fue construida en 1898-1899 por el arquitecto austriaco de la ciudad de Alepo. Charles Chartier; y está situado en el casco antiguo de la ciudad.
Para marzo, según datos oficiales, el número de instalaciones que han vuelto a trabajar llegaron a 7832 factorías repartidas en más de 30 complejos industriales ascendiendo así la cifra de instalaciones industriales en funcionamiento a 10 440. El director de Industria de Alepo, Ing. Maen Zein el- Abidin Gazbeh explicó que hay 440 en el polígono industrial de Sheikh Nayyar y 66 nuevas factorías que entraron en funcionamiento durante el año 2017 cuyo capital alcanza los 911 millones de libras sirias, y garantizan 375 plazas de empleo. Durante el 2017 fueron patentizadas unas 563 instalaciones industriales cuyo capital alcanza los 9,9 mil millones de libras y que dan empleo a 6393 personas. Durante el 2016, 2500 instalaciones se mantenían trabajando.

## Combates en 2024
El 27 de noviembre de 2024 hubo una nueva ofensiva rebelde contra el régimen de Al-Asad, que provocó una batalla en Alepo.